# Provincia de Guadalajara
Guadalajara es una provincia española perteneciente a la comunidad autónoma de Castilla-La Mancha. Tiene su capital en la homónima ciudad de Guadalajara.
Su población es de 280 225 habitantes (INE 2024), con una densidad de 23,03 hab/km²; un 32,43 % de ellos viven en la capital. Hay 288 municipios en la provincia, de los cuales 224, un 77,78 %, tienen menos de 200 habitantes. La localidad más poblada después de la capital es Azuqueca de Henares, con 35 000 habitantes y centro industrial en la provincia. Otras poblaciones como Sigüenza o Molina de Aragón son importantes centros económicos de la comarca a la que pertenecen. La provincia limita al norte con la de Soria, al noreste con Zaragoza, al este con Teruel, al sur con Cuenca, al oeste con Madrid y al noroeste con Segovia.
Tiene su origen en la Diputación Provincial de Guadalajara con Molina, la primera diputación provincial creada conforme a la Constitución de 1812, constituida en 1813 en Anguita, dentro del palacete que actualmente es el ayuntamiento.

## Geografía

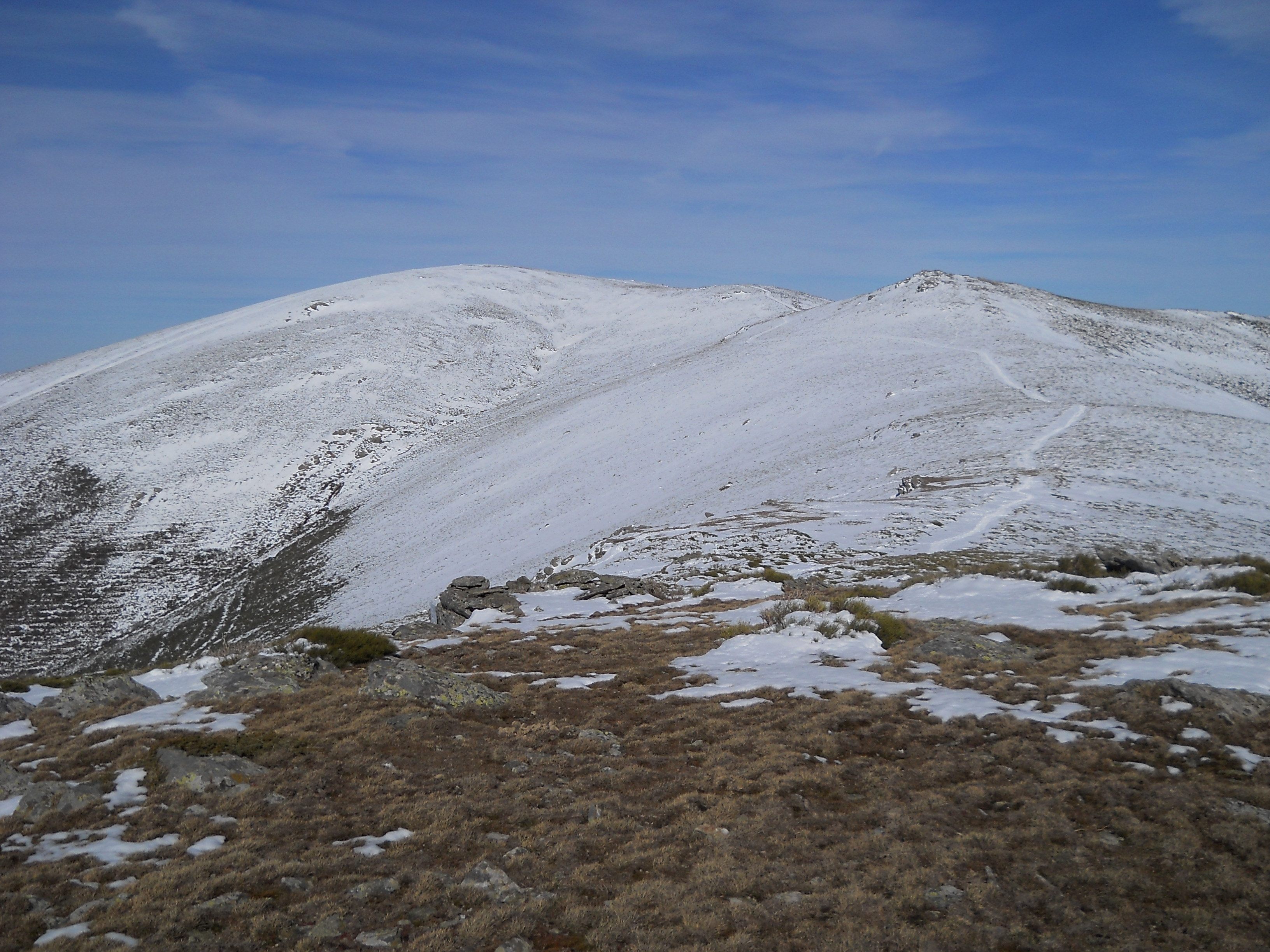
Peña Cebollera, también conocida como pico de las Tres Provincias. Se encuentra en el extremo occidental de la provincia de Guadalajara, con la cima compartida con las provincias de Madrid y Segovia

La provincia de Guadalajara se encuentra comprendida casi totalmente en la cuenca del río Tajo, exceptuando una pequeña zona al noreste que vierte sus aguas a la cuenca del Ebro. Tiene por aledañas al norte a las provincias de Segovia, Soria y Zaragoza, al este esta última y la de Teruel, al sur la de Cuenca, y la de Madrid por el oeste.
A su perímetro puede dársele comienzo en el puerto de Somosierra (localidad perteneciente a la provincia de Madrid), y adoptando la divisoria de las cuencas de los ríos Jarama y Duero y la de las sierras de Ayllón y sierra de Pela, marcha dejando al sur a Madrigal y Paredes, y al norte a Alpanseque (perteneciente a Soria, si bien antaño fue parte de Guadalajara); continúa luego al norte de Olmedillas, y del nacimiento del río Henares, sigue por la sierra Ministra, y desde ella se encamina por el sur de Esteras y Benamira, Arbujuelo, Chaorna y Judes, hasta llegar a la raya de Aragón frente a Sisamón. Parte desde aquí el límite este por la línea que en lo antiguo dividía a Aragón del Señorío de Molina, hasta alcanzar la sierra de Albarracín en paraje intermedio al nacimiento de los ríos Tajo, Júcar, Cabriel y Guadalaviar. De este punto arranca el límite sur, y marcha costeando la derecha del Tajo hasta la confluencia de este con el Oceseca, donde tuerce a la izquierda y dejando al sur a Valsalobre, al norte a Recuenco, Castilforte y Salmerón , se dirige al encuentro del río Guadiela y por la margen de este sigue caminando hasta frente a Buendía. Dejando esta localidad a la provincia de Cuenca, trepa el límite que trazando va a la cumbre de la sierra de Altomira, toca en la ermita de este nombre, y continúa hasta una zona al norte del nacimiento del río Calvache. Principia allí la línea que al oeste limita la provincia, y tomando una dirección septentrional por entre Leganiel e Illana atraviesa el Tajo, va entre Driebes y Brea, y dejando a Mondéjar al suroeste, pasa el Tajuña entre Loranca y Pezuela, camina al oeste de Pioz entre el Pozo y Santorcaz, y cortando el Henares toma al oeste de Azuqueca, al este de Camarma y de Ribatejada, al oeste de El Casar y al este de Paracuellos y Valdepiélagos. Vadeado luego el Jarama entre Uceda y Torremocha, toma su orilla derecha la que le lleva hasta el sitio denominado el Pontón de la Oliva, cerca de donde aquel río se une al Lozoya en el comienzo del canal que de Torrelaguna enriquece a Madrid con sus aguas.

### Geología

Estructuras tectónicas pop-up y pop-down características del Sistema Central

La península ibérica se organiza en torno al Macizo Ibérico o Hespérico, formado a finales del Paleozoico, y compuesto por las raíces graníticas de las cordilleras que se formaron durante la orogenia varisca, de dirección dominante NO-SE, y sedimentos anteriores plegados y metamorfizados por la misma. A finales del Pérmico y en el Mesozoico se producen dos etapas de rifting y el arrasamiento de la cordillera varisca, formando una penillanura sobre la que se produce la sedimentación en ambientes de plataforma carbonatada marina. Durante el Eoceno tardío al Mioceno temprano, se produce la orogenia alpina, responsable de las principales líneas del relieve actual, por el levantamiento de los bloques fracturados, como ocurre con el sistema Central, según una tectónica de piel gruesa, con fallas inversas, limitando bloques de tipo pop-up y pop-down, y el sistema Ibérico, caracterizado por una tectónica de piel fina, por inversión tectónica de las estructuras de los rifting mesozoicos, dando lugar a relieves apalachianos.

Sección del sistema Central

Con la aparición de estos relieves se individualizan una serie de cuencas sedimentarias interiores, que acumularan margas, arcillas y calizas y llegaran a colmatarse en el Pontiense (Mioceno superior) con calizas. Tras el fin de la orogenia, la península sufre una serie de reajustes epirogénicos que terminan por inclinar el macizo hacia el oeste. Este vuelco permite que los lagos interiores se vacíen y se inicie una intensa erosión de los sedimentos cenozoicos.
En el término municipal de Fuentelsaz la Unión Internacional de Ciencias Geológicas ha establecido la sección y punto de estratotipo de límite global del piso Aaleniense (el más antiguo del Jurásico Medio), referente mundial para esta unidad cronoestratigráfica de la escala temporal geológica.

### Relieve
La provincia de Guadalajara se encuentra situada al noreste de la comunidad autónoma de Castilla-La Mancha en la meseta central, entre los paralelos, 40°7′ y 41°18′ N y los meridianos 1°32′ y 3°29′ de longitud oeste. Con una extensión de 12 190 km², ocupa el 3,42 % de la superficie de España.
El relieve de la provincia, a grandes rasgos, es de una gran simplicidad; se resuelve con dos sistemas montañosos, Sistema Central y Sistema Ibérico, soldados entre sí y una tabla meseteña interior, cortada por los cauces de los ríos.
La provincia de Guadalajara se puede dividir en cuatro unidades características:
- Sistema Central

Ocupa la zona noroccidental con la alineaciones cortadas por las cabeceras de los ríos: Las sierras de Somosierra, las de Ayllón, Pela con la sierra del Ocejón de 1500 a 2000 m de altitud, y las sierras del Alto Rey y de la Bodera entre 1200 y 1500 metros, que enlazan hacia el este por los altos de Barahona y Radona con el Sistema Ibérico. Es un sistema montañoso rejuvenecido por la orogenia alpina, que separa las dos submesetas, limita con Segovia y la Comunidad de Madrid. Son sierras cuarcíticas formadas en la era Primaria y donde se encuentran las mayores alturas de la provincia.
El pico del Lobo, situado en el macizo de Ayllón, es con, 2262 metros de altura, la cumbre más alta de esta y de la comunidad autónoma.
- Sistema Ibérico

Ocupa la zona nororiental, que se resuelve hacia el sur con la sierra de la Umbría, al sureste con el macizo de Albarracín, serranías de Molina y Montes Universales (1600 m) y hacia el norte y noreste en las parameras de Sigüenza, Atienza y Molina (1050 a 1200 m). Al este penetra en la depresión Calatayud-Daroca-Teruel. Son sierras mayoritariamente calizas, erosionados por las hoces de los ríos, y las típicas muelas (como las Tetas de Viana) y parameras.
- Páramos alcarreños

De sedimentos continentales y estructura tabular que ocupan buena parte de la provincia, su altitud es de alrededor de 1000 metros.
- Campiñas de los ríos Henares, Sorbe y Jarama

Ocupan el oeste provincial. En el interfluvio Henares-Jarama se encuentran las superficies de las rañas.

### Hidrografía

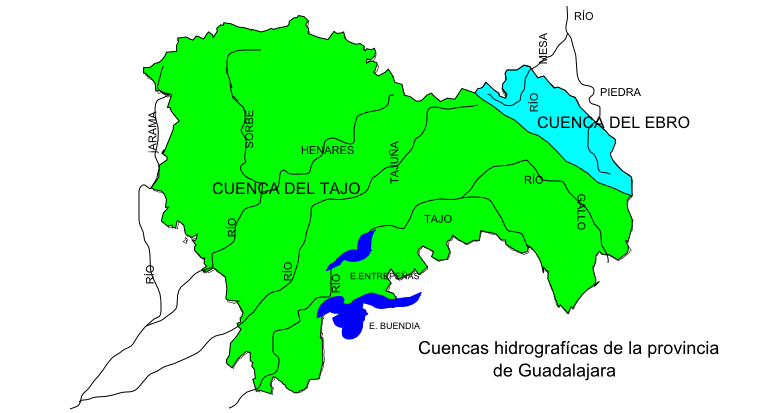
Cuencas hidrográficas: la cuenca hidrográfica del Tajo ocupa la mayor parte de la superficie de la provincia

La mayor parte del territorio de la provincia de Guadalajara, 4686 km², está drenada por ríos pertenecientes a la cuenca hidrográfica del Tajo, río que vierte sus aguas en el océano Atlántico.
El noreste de la provincia, con una extensión de 996 km², pertenece a la cuenca del río Ebro, que vierte sus aguas en el Mediterráneo. Incluye un territorio, que vierte sus aguas en la cuenca endorreica de Gallocanta.

#### Vertiente atlántica

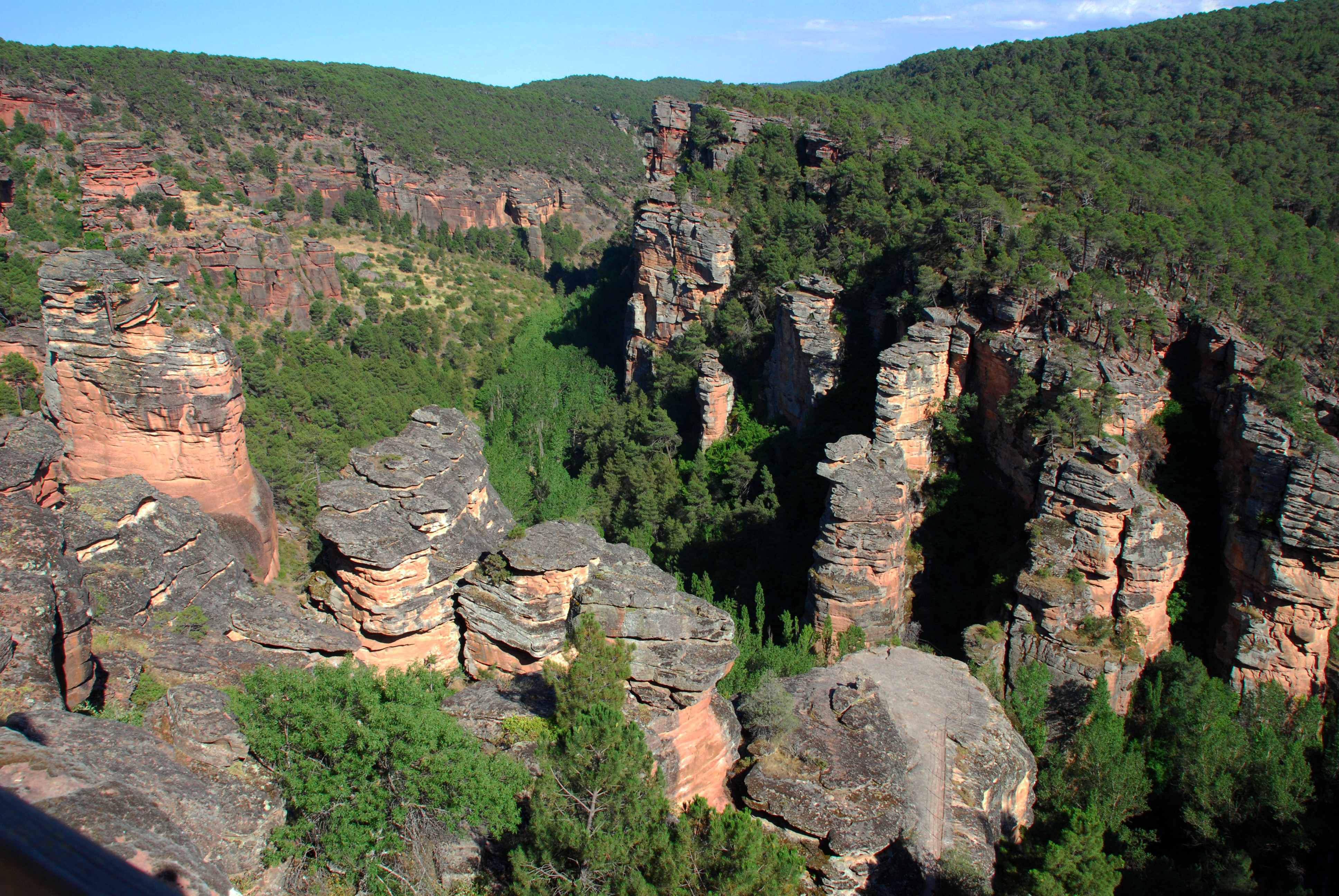
Barranco de la Hoz, creado por el río Gallo, afluente del Tajo

Los ríos que vierten sus aguas al océano Atlántico, a través de la cuenca del Tajo, tienen el régimen hidrológico siguiente:
- Sistema fluvial Tajo-Gallo, que ocupan la zona oriental de la provincia, con un régimen pluvio-nival.
- Cuenca del río Tajuña, con una extensión de 2,015 km², y la cuenca del Henares, con 3,735 km² de extensión y la del río Jarama con 782 km², que recogen las aguas de la zona occidental, con una orientación norte-sur, tienen en general un régimen pluvio-nival mediterráneo, aunque los ríos ubicados hacia el Sistema Central (Sorbe y Jarama), acusen en sus cabeceras un régimen nivo-pluvial.

#### Vertiente mediterránea
Los ríos que tienen su nacimiento en la provincia de Guadalajara y vierten sus aguas al Mediterráneo, son el río Piedra y el Mesa afluentes del río Jalón, de la cuenca hidrográfica del Ebro. También una pequeña parte de la provincia vierte sus aguas en la cuenca endorreica de la laguna de Gallocanta.

#### Acuíferos
La provincia de Guadalajara tiene un sistema de aguas subterráneas muy importante, formado por siete acuíferos, pertenecientes la mayoría a la cuenca del Tajo, pero participando también en las del Duero y Ebro.

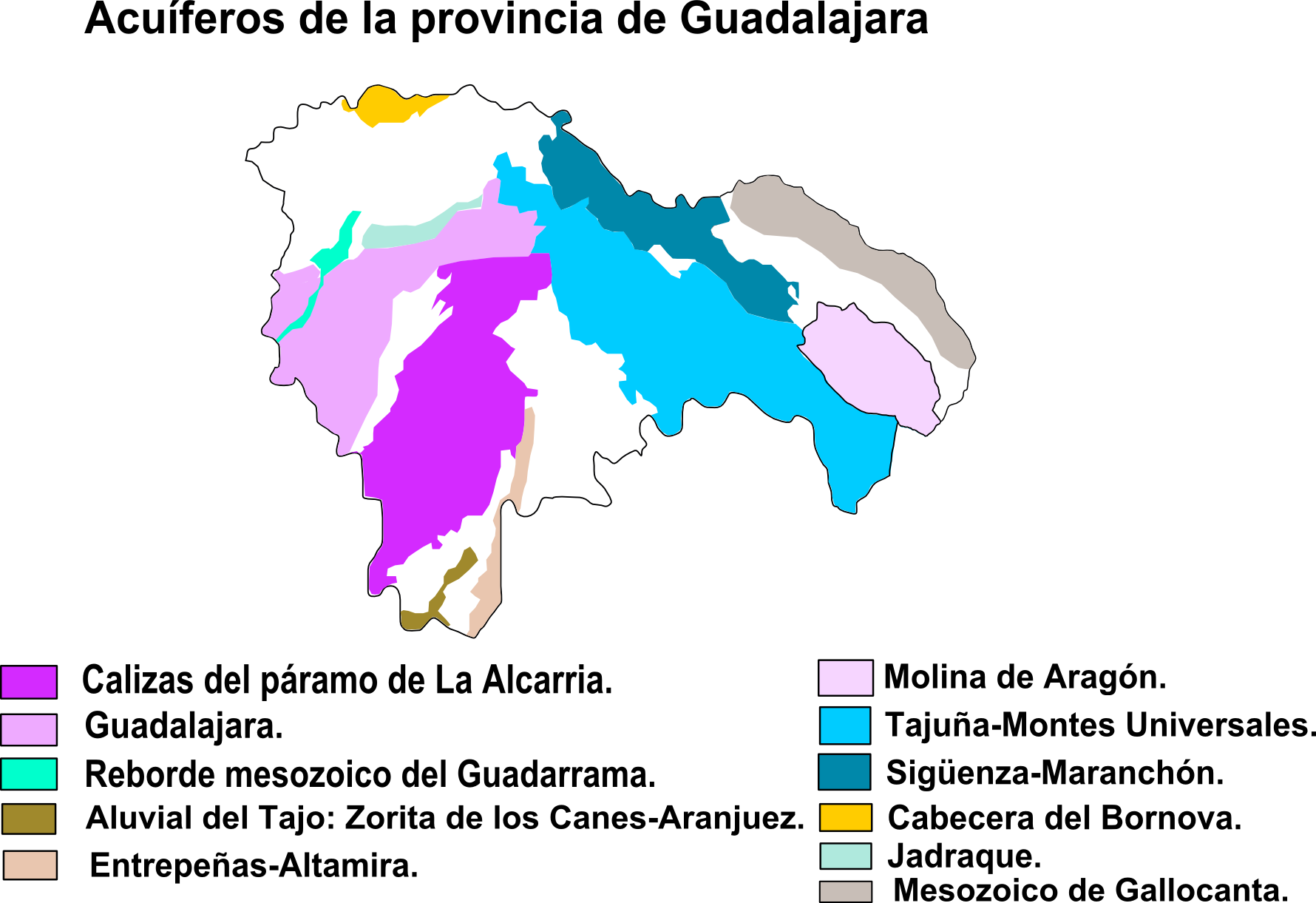
Acuíferos de la provincia

- Acuífero n.º 10, llamado «unidad kárstica mesozoica».

Este acuífero tiene una superficie de 3100 km² y se extiende, principalmente en la cuenca del Duero. En la provincia de Guadalajara ocupa el extremo norte, en las sierras de Atienza, Pela y Ministra, ocupando una extensión de 350 km².
- Acuífero n.º 17, llamado «Reborde mesozoico del Guadarrama».

Es el acuífero de menor extensión de la provincia, 60 km², pertenece en su totalidad a la cuenca del Tajo.
- Acuífero n.º 18.1, llamado «Mesozoico del flanco occidental de la Ibérica».

- Acuífero n.º 18.2, llamado «Tajuña-Montes Universales».

Está localizado en las cuencas del Tajo y Júcar, compartiéndolo con la provincia de Cuenca, con una superficie total de 17,400 km².
- Acuífero n.º 57, llamado «Mesozoico de Monreal-Gallocanta».

Está situado en las cuencas del Tajo, Ebro y Júcar; En Guadalajara ocupa una extensión de 700 km².
- Acuífero n.º 15, llamado «calizas del páramo de la Alcarria».

Es el único acuífero que se localiza mayoritariamente en la provincia, y también el más extenso, 1600 km², está localizado entre los ríos Henares, Jarama y Tajo, siendo su desagüe natural el río Tajuña.
- Acuífero n.º 14, llamado «Terciario detrítico de Madrid, Toledo-Cáceres».

Perteneciente a la cuenca del Tajo, en Guadalajara ocupa un espacio muy reducido, al suroeste de la provincia.
- Acuífero n.º 19, llamado «unidad caliza de Altomira».

Se extiende al sur de la provincia, continuando por la de Cuenca, con una extensión de 2700 km².

### Clima

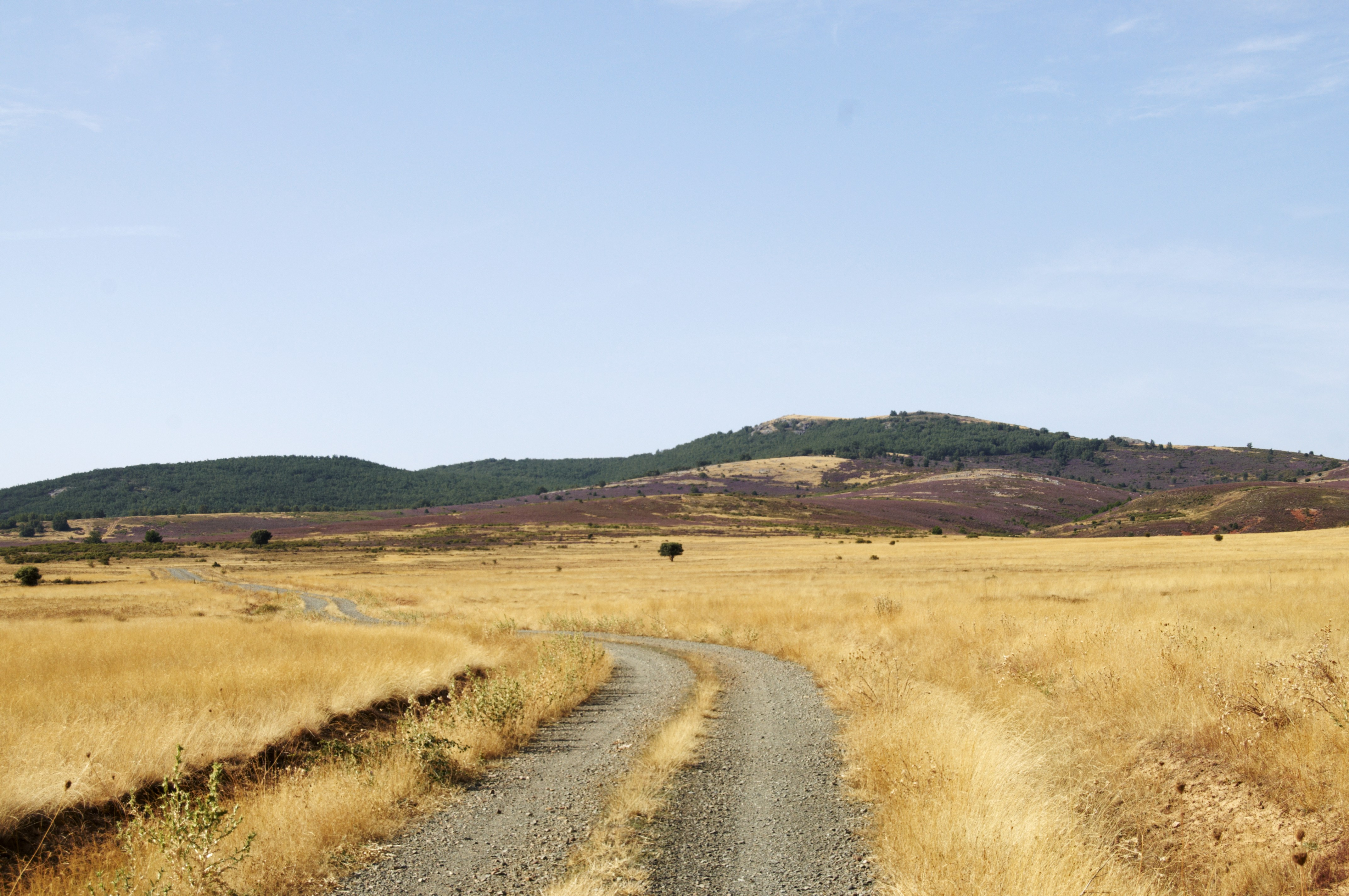
Paisaje veraniego cerca de Atienza

La provincia de Guadalajara, dada su amplia y variada realidad geográfica, reúne en su territorio diversas condiciones climáticas, si bien todo él puede encuadrarse dentro del denominado clima mediterráneo continentalizado, típico de la Meseta Central, que se acusa especialmente en las comarcas de mayor altitud (la Serranía, el Señorío de Molina y la Alcarria Alta) y que se suaviza en las más bajas (Campiña y Alcarria Baja).

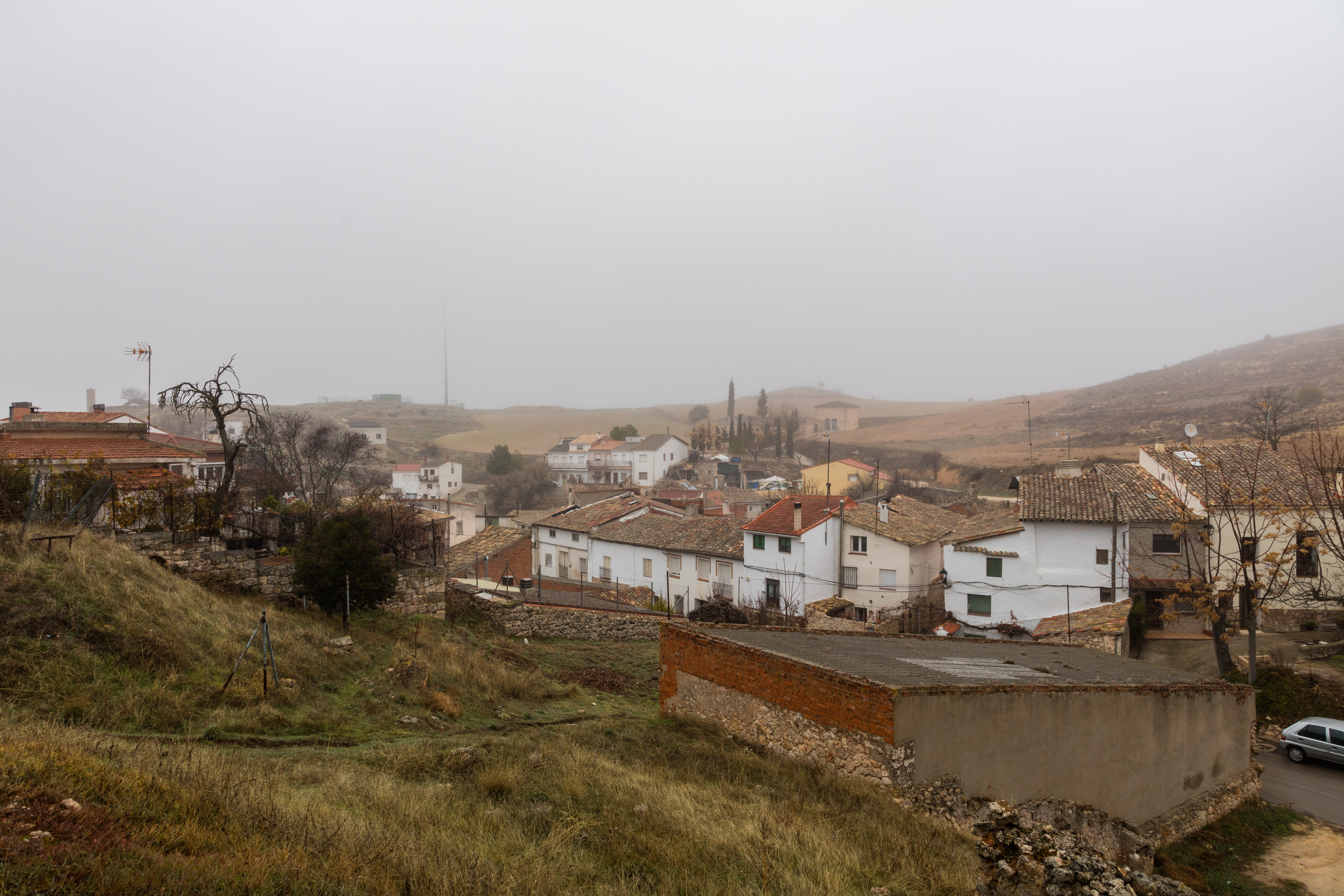
Invierno en Fuentelviejo

Veranos largos, secos y calurosos, e inviernos igualmente largos y rigurosos, dan paso a primaveras y otoños cortos y templados en sus condiciones meteorológicas, pero que dejan una significativa huella de su estacionalidad equinoccial en el paisaje, tanto en la etapa de la foliación como en la de caducifoliación de las especies vegetales arbóreas.
La diversidad climática que presenta la provincia de Guadalajara, ubicada en una zona de transición entre la España atlántica y mediterránea, propicia el desarrollo de comunidades vegetales muy dispares (encinares, sabinares, pinares, robledales o hayedos) que se conforman en ricos y variados ecosistemas.
Algunos municipios de la provincia de Guadalajara como Molina de Aragón, son publicados como los pueblos con inviernos más fríos de toda España. El 28 de enero de 1952, se alcanzaron en dicho municipio los -28,2 °C.

#### Precipitaciones

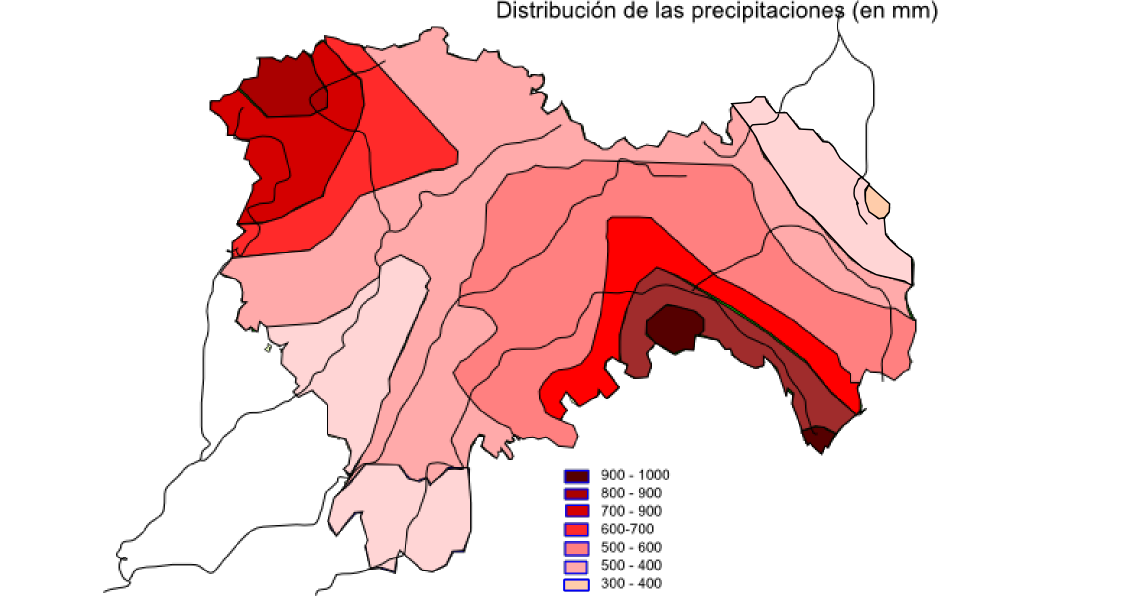
Distribución de las precipitaciones (en mm)

La distribución estacional de las precipitaciones está condicionada por el relieve, los máximos pluviométricos se dan en las áreas montañosas del Sistema Ibérico, entre 700 y 900 mm anuales, y en las cabeceras del Jarama y Sorbe, en la sierra de Ayllón, con más de 800 mm.
Existen tres áreas con precipitaciones inferiores a 600 mm:
- La occidental, que comprende los valles del Henares, Tajuña y sur del valle del Tajo.
- La oriental, hacia la depresión del Jiloca, en la cuenca del río Piedra.
- La zona norte, en la paramera de Sigüenza, en el límite con los Altos de Barahona y Radona.

En estas áreas están incluidas gran parte de las Alcarrias de Brihuega y las Alcarrias del sur, de Mondéjar y Pastrana.
Por último, hay zonas con precipitaciones inferiores a 500 mm, que están incluidas en las anteriores son:
- La cuenca baja del Henares.
- La Alcarria de Mondéjar.
- El sur del valle del Tajo en el oeste de la provincia.
- La comarca a sotavento de la paramera de Molina, en esta hay una zona con precipitaciones inferiores a 400 mm, haciendo frontera con las provincias de Zaragoza y Teruel, en la cuenca endorreica de Gallocanta.

### Flora

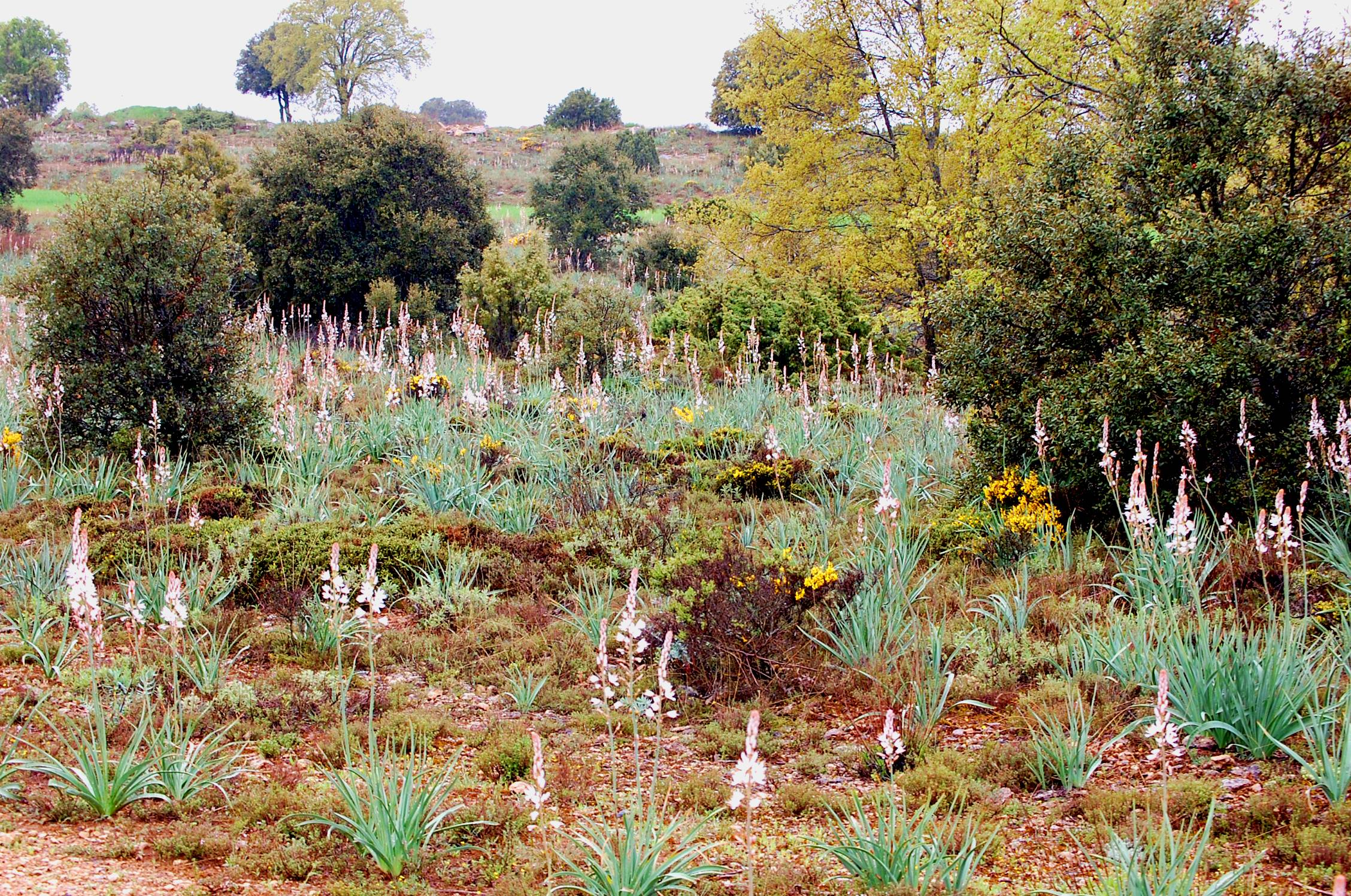
Vista de bosque mixto de encinas (Quercus rotundifolia), quejigos (Quercus faginea) y gamones en Torrecuadrada de los Valles

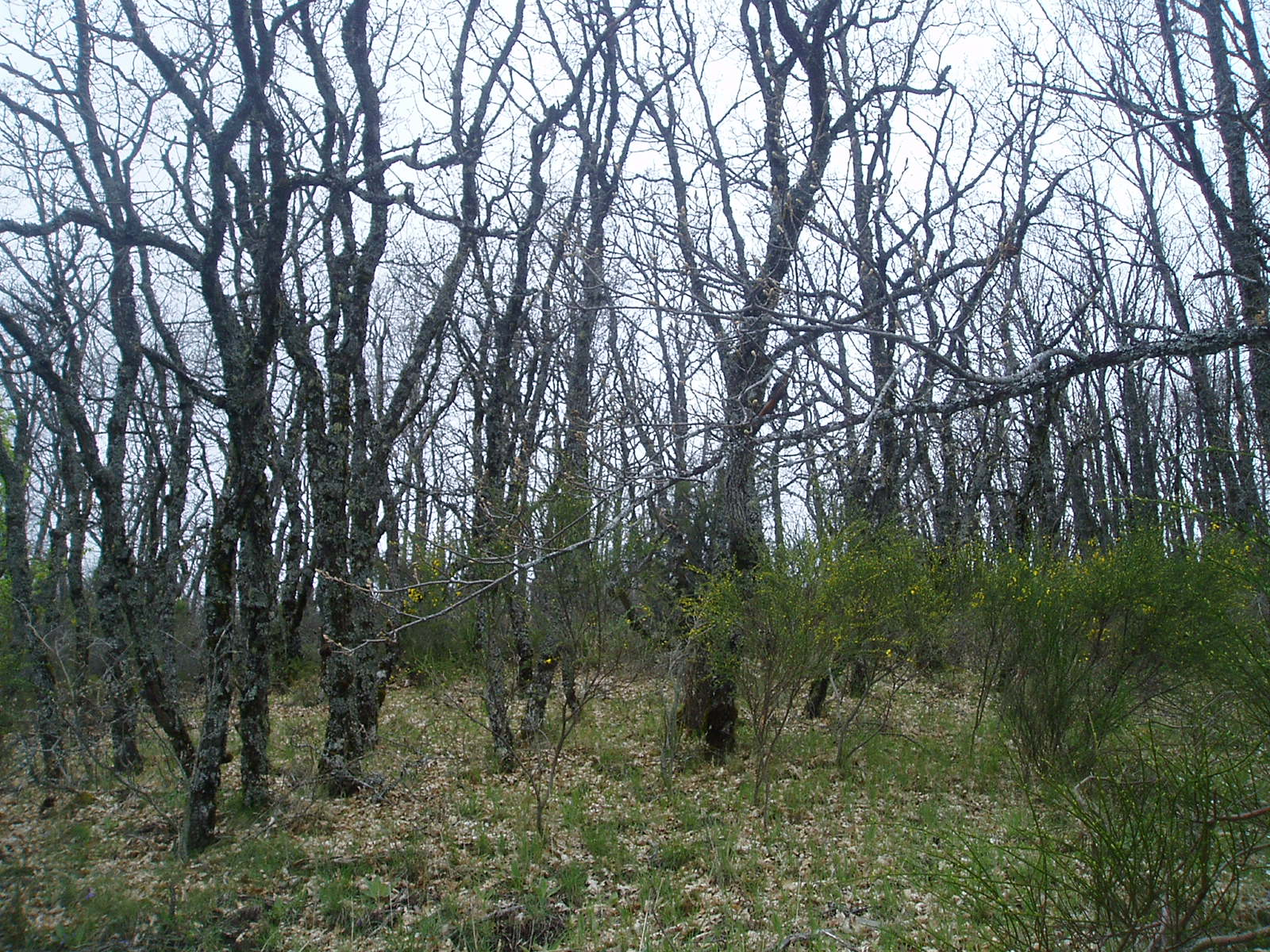
Melojar (Quercus pyrenaica) en la comarca de la Sierra Norte

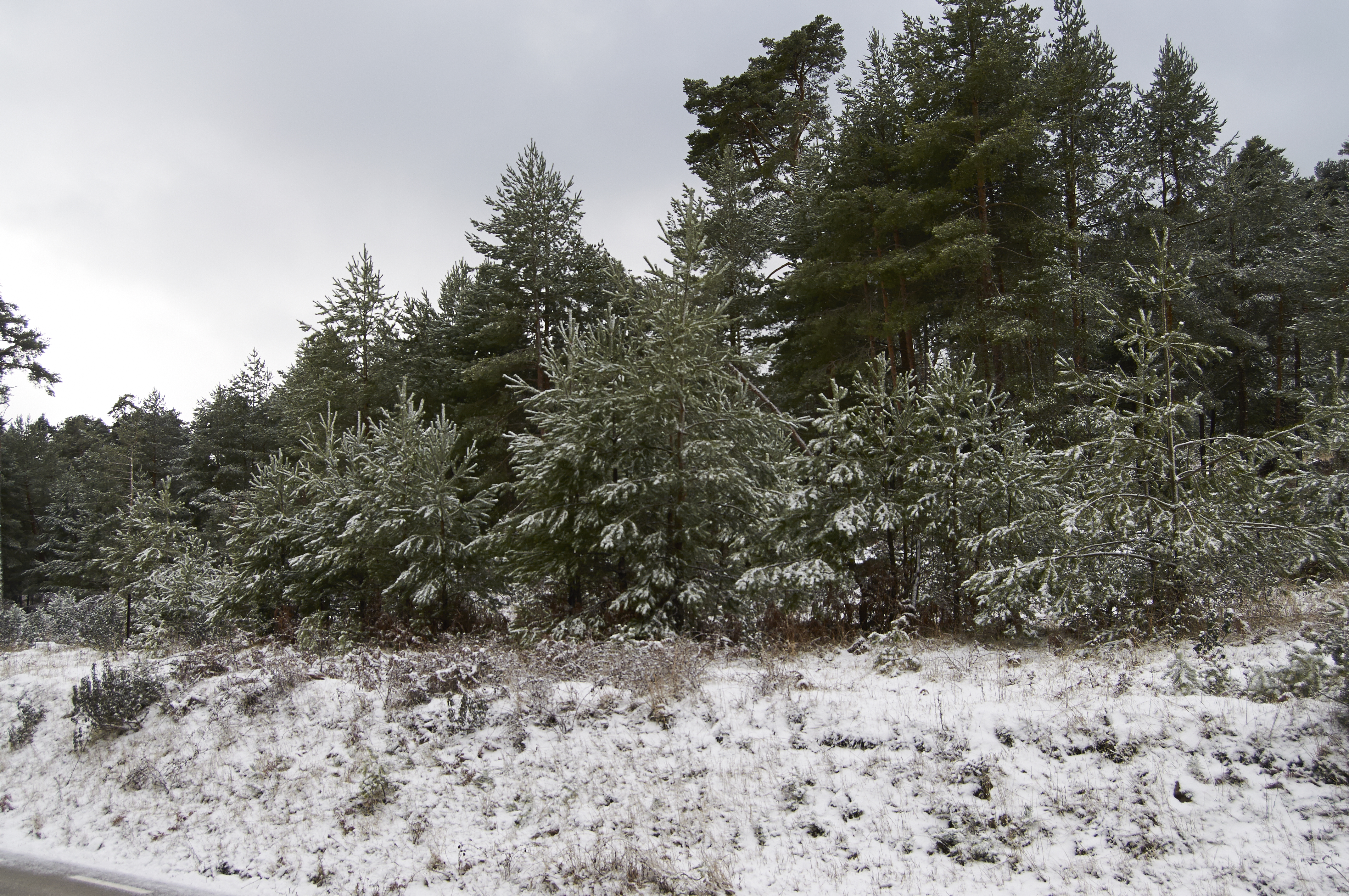
Pinares nevados en el entorno de la sierra de Alto Rey

El espacio geográfico de la provincia de Guadalajara presenta una gran variedad de paisajes vegetales, fruto de la combinación de factores ecológicos y antrópicos.
El territorio provincial comprende 1 219 040 hectáreas, siendo un 24,7 % de esta superficie masa arbolada, con 145 585 hectáreas de coníferas y 155 775 hectáreas de frondosas.
Dentro de las masas arbóreas de frondosas y matorrales de sustitución cabe distinguir las siguientes formaciones:
- Encinares (Quercus rotundifolia): la encina abarca, todo el espacio provincial con 63 480 hectáreas, a excepción de determinados enclaves de mayor altitud. En algunas zonas el encinar ha cedido su espacio natural a cultivos de secano o repoblaciones de pino. Constituye formaciones arbóreas acompañadas por matorrales como el romero, jaras, tomillo, cantueso, espliego y salvia.

- Quejigares (Quercus faginea): alternando con los encinares y sabinares la provincia cuenta con una gran extensión de quejigares, 40 387 hectáreas, sobre todo en terrenos entre los 800 y 1200 metros de altitud. Aparecen acompañados de serbales y matorrales espinosos.

- Melojares (Quercus pyrenaica): los robles melojos ocupan una extensión más reducida y en gran parte muy modificados y degradados. Aparecen sobre todo en el macizo de Ayllón y en las sierras limítrofes de la provincia. El roble melojo suele ir acompañado de acebo, serbal y en las zonas claras de los bosques por brezos y jarales.

- Hayedos (Fagus sylvatica): los hayedos quedan reducidos a la sierra de Ayllón, fundamentalmente en el hayedo de Tejera Negra, que cuenta con una protección integral.

Entre las masas de coníferas se distinguen estas formaciones:
- Pinares: ocupan una gran extensión de la provincia, fruto de una intensa política de repoblación que ha conducido en numerosas ocasiones a la sustitución de las masas frondosas. Son numerosas las especies de pino existentes, la más abundante es el pino laricio (Pinus nigra) que predomina en el noroeste de la provincia. En segundo lugar está el pino resinero (Pinus pinaster) especialmente presente en zonas montañosas de Molina de Aragón. El pino silvestre (Pinus sylvestris), se extiende por el sector noroccidental y suroriental de la provincia, mientras que el pino carrasco (Pinus halepensis), presenta manchas aisladas al sur de la provincia.

- Sabinares: la sabina albar es el genuino bosque de las parameras de Guadalajara. Ocupa las mesetas llanas (100-1400 m) y las laderas expuestas a las condiciones climáticas más rigurosas. En el término de Torremocha del Pinar se localiza un sabinar magníficamente conservado, y en condiciones más precarias, aparece también una formación de sabinar en Tamajón.

Además de estas formaciones boscosas, las márgenes de los numerosos ríos que atraviesan la provincia están presentes especies tan significativas como los fresnos, olmos, alisos, abedules, que se desarrollan junto a carrizales y juncos (vegetación de ribera).

### Fauna
Dada la variedad de ecosistemas que presenta la provincia de Guadalajara, la fauna que habita en ellos es realmente interesante y polimorfa. En los humedales, en los ríos y en sus riberas, en las áreas de montaña, entre los bosques de tipo atlántico y mediterráneo, entre los de coníferas, en los páramos y estepas o en los ecosistemas subterráneos que se dan en la provincia de Guadalajara aparecen distintas especies faunísticas, entre las que destacan:

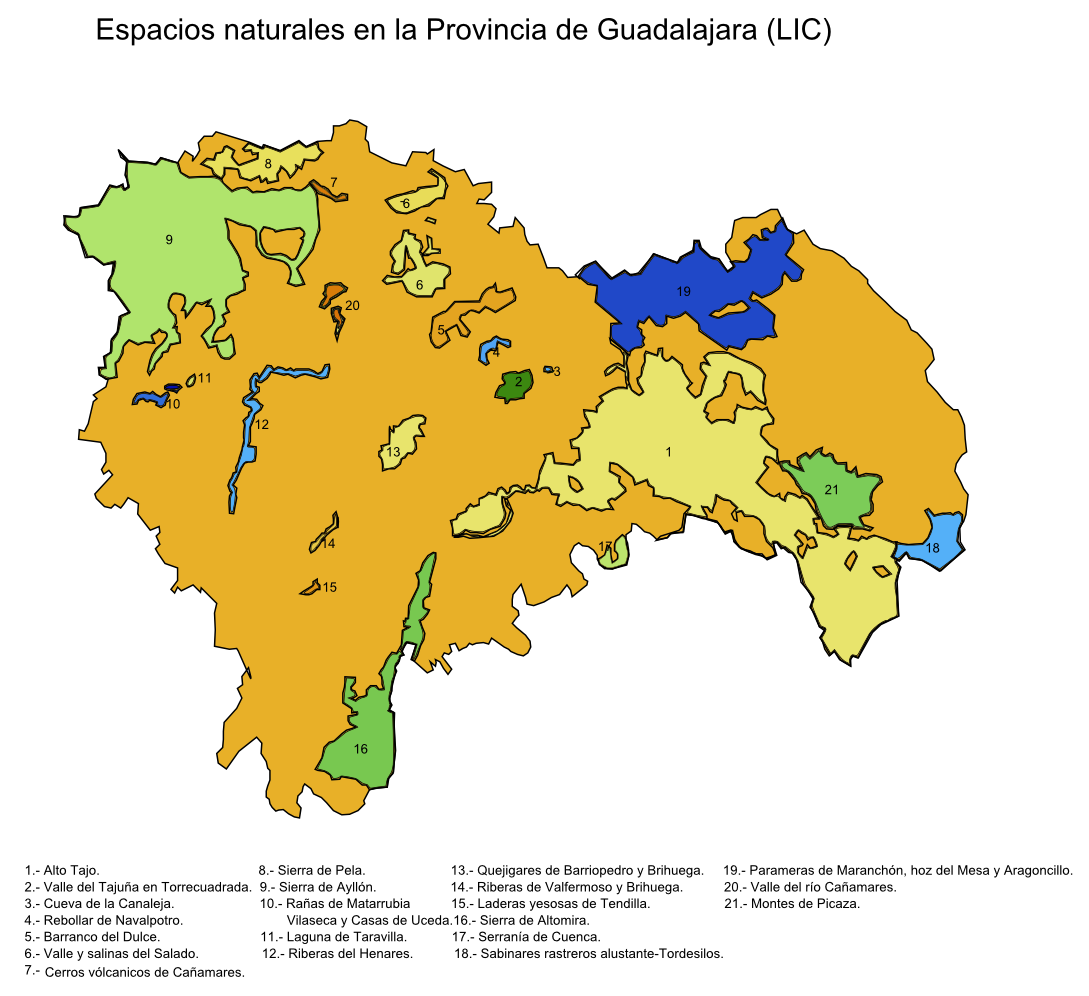
LICs en la provincia

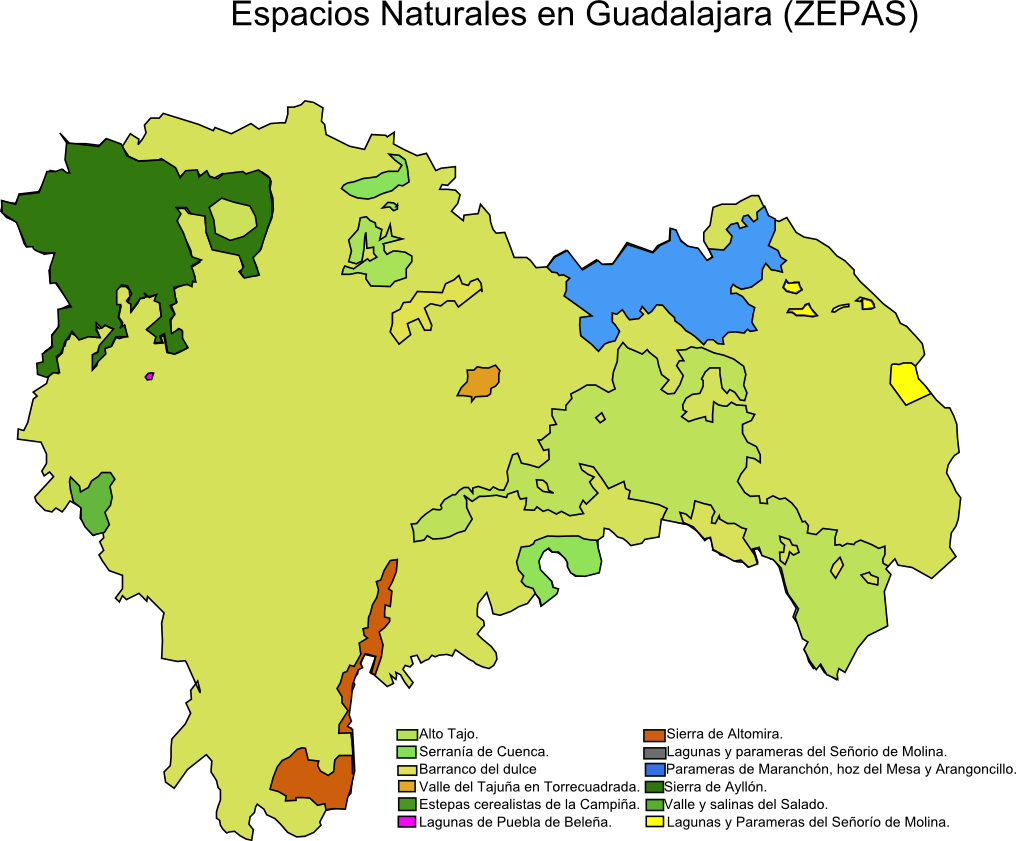
ZEPAs en la provincia

- Mamíferos trepadores: gato montés, gineta, garduña, tejón, turón, comadreja y zorro. Un mustélido como la nutria cría habitualmente en los más agrestes e inaccesibles tramos de ríos como el Tajo, Sorbe, Jarama y Dulce, entre otros.

- Mamíferos de interés cinegético: cotos privados, fincas cinegéticas intensivas, cotos sociales, reservas y zonas de caza controlada regulan y posibilitan la práctica de la caza en la casi totalidad de municipios de la provincia.

- Caza mayor: jabalí (con manchas extendidas por toda la provincia), corzo (especialmente abundante en la Reserva Nacional de Caza de Sonsaz, al noroeste de la provincia), ciervo (especialmente presente al sureste de la provincia, dentro o próximo a la Reserva de Caza de los Montes Universales)
- Caza menor: Abundante por todo el territorio provincial, con presencia especial de conejos y liebres, perdices, codornices, palomas y tórtolas, así como aves acuáticas como el ánade real y el friso, el pato colorado, el pato cuchara, el porrón Común y moñudo, la cerceta común o la focha.

- Ictiofauna: la abundancia de cursos fluviales (más de 1000 kilómetros de ríos pescables) y la sucesión de embalses artificiales y lagunas naturales que se dan en la provincia, propician una amplia, rica y variada ictiofauna, entre la que destacan salmónidos autóctonos como la trucha común e implantados como la trucha arcoíris y ciprínidos como el barbo, la boga, la tenca y el cachuelo. En los embalses de Entrepeñas, Buendía y bolarque tienen hábitats ideales especies de pesca tan apreciadas como el lucio, el black-bass y la carpa. Cotos de pesca intensiva, experimental y controlada, gestionados directamente por la Administración o en colaboración con sociedades de pesca, se ubican en tramos de ríos como el Tajo, Gallo, Jarama, Sorbe, Tajuña, Dulce, Henares y Cifuentes.

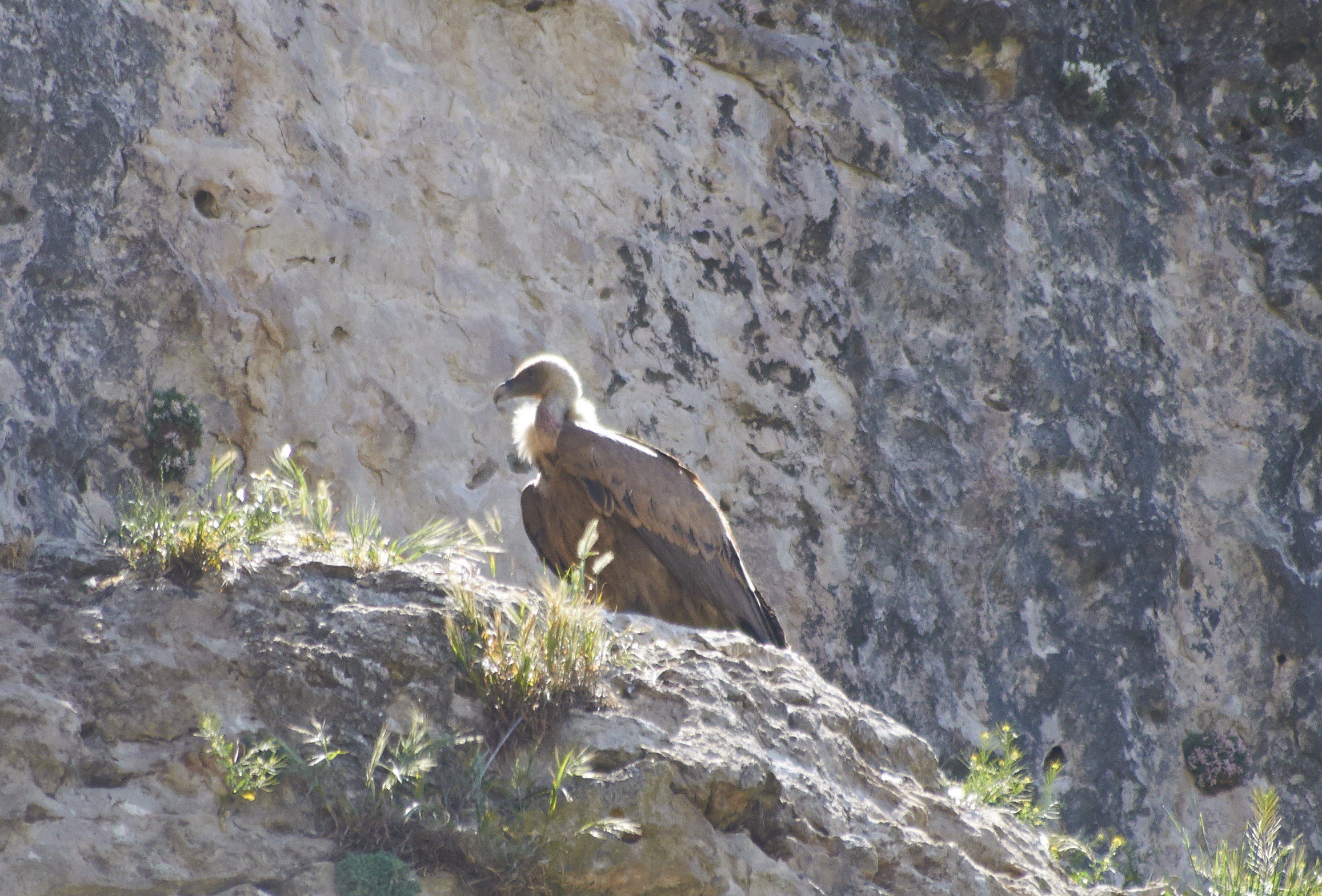
Buitre leonado en el cañón del río Salado, cerca de Santamera

- Avifauna acuática protegida: frecuente en los humedales de la provincia, aunque con destacada presencia en el embalse de Almoguera, declarado «Zona de Caza Controlada»: somormujos, zampullines, garzas reales e imperiales, aguiluchos laguneros y cenizos, carriceros o bigotudos. En las lagunas de Puebla de Beleña (noroeste), así como en otras que salpican el este de la provincia, se concentran en su paso migratorio prenupcial aves como la grulla. Abubillas, abejarucos, oropéndolas y martines pescadores integran también la avifauna de Guadalajara. Otras zancudas viajeras como la cigüeña blanca ocupan nidos en iglesias, altos edificios o arboledas de la provincia.

- Aves rapaces: En la provincia se constata la presencia de la casi totalidad de especies ibéricas, sedentarias o invernantes, tanto diurnas como nocturnas, todas ellas estrictamente protegidas: buitres leonados (con abundante presencia en el Alto Tajo y en los cañones de los ríos Dulce y Salado), alimoches, águilas reales y perdiceras, halcones peregrinos, cernícalos, águilas culebreras y calzadas, ratoneros, azores, gavilanes, alcotanes, búho real, cárabo, mochuelo, autillo y lechuza común.

### Espacios naturales protegidos
Dentro de los espacios protegidos se encuentra:

#### Parques naturales
- Alto Tajo
- Barranco del Río Dulce
- Sierra Norte de Guadalajara

#### Reservas Naturales
- Lagunas de Puebla de Beleña
- Reserva Natural del Macizo del pico del Lobo - Cebollera

#### Microrreservas
- Cerros Margosos de Pastrana y Yebra
- Cerros volcánicos de La Miñosa
- Cueva de la Canaleja
- Prados húmedos de Torremocha del Pinar
- Saladares de la cuenca del río Salado

#### Monumentos naturales
- Cueva de la Canaleja
- Sierra de Caldereros
- Microrreserva de sierra de Pela y laguna de Somolinos
- Tetas de Viana

#### Reservas fluviales
- Río Pelagallinas
- Sotos del río Tajo

#### Paisajes protegidos
- Valle del Río Ungría[17]

#### Otros en Red Natura 2000
Además, hay otros lugares incluidos dentro de la Red Natura 2000:

##### Lugares de Importancia Comunitaria (LIC)
- Cerros Volcánicos de Cañamares
- Laderas Yesosas de Tendilla
- Montes de Picaza
- Quejigales de Barriopedro y Brihuega
- Rañas de Matarrubia, Vilaseca y Casas de Uceda
- Rebollar de Navalpotro
- Riberas de Valfermoso de Tajuña y Brihuega
- Riberas del Henares
- Sabinares rastreros de Alustante-Tordesilos
- Sierra de Pela
- Valle del Río Cañamares
- Valle del Tajuña en Torrecuadrada

##### Zonas de Especial Protección para las Aves (ZEPA)
- Estepas cerealistas de la Campiña

##### LICs y ZEPAs
- Parameras de Maranchón, Hoz de Mesa y Aragoncillo
- Serranía de Cuenca
- Sierra de Altomira
- Sierra de Ayllón
- Valle y salinas del Salado

## Símbolos
Escudo
El escudo heráldico que emplea la diputación se compone de las armas de las cabezas de los nueve partidos judiciales históricos de la provincia: Atienza, Brihuega, Cifuentes, Cogolludo, Guadalajara, Molina de Aragón, Pastrana, Sacedón y Sigüenza —en la actualidad la provincia solo cuenta con tres demarcaciones judiciales—.
Bandera
La bandera de la provincia es un paño morado de proporciones 2:3 con el escudo provincial cargado al centro.

## Historia
Antecedentes

La provincia de Guadalajara en el año 1590 según las Cortes de Castilla

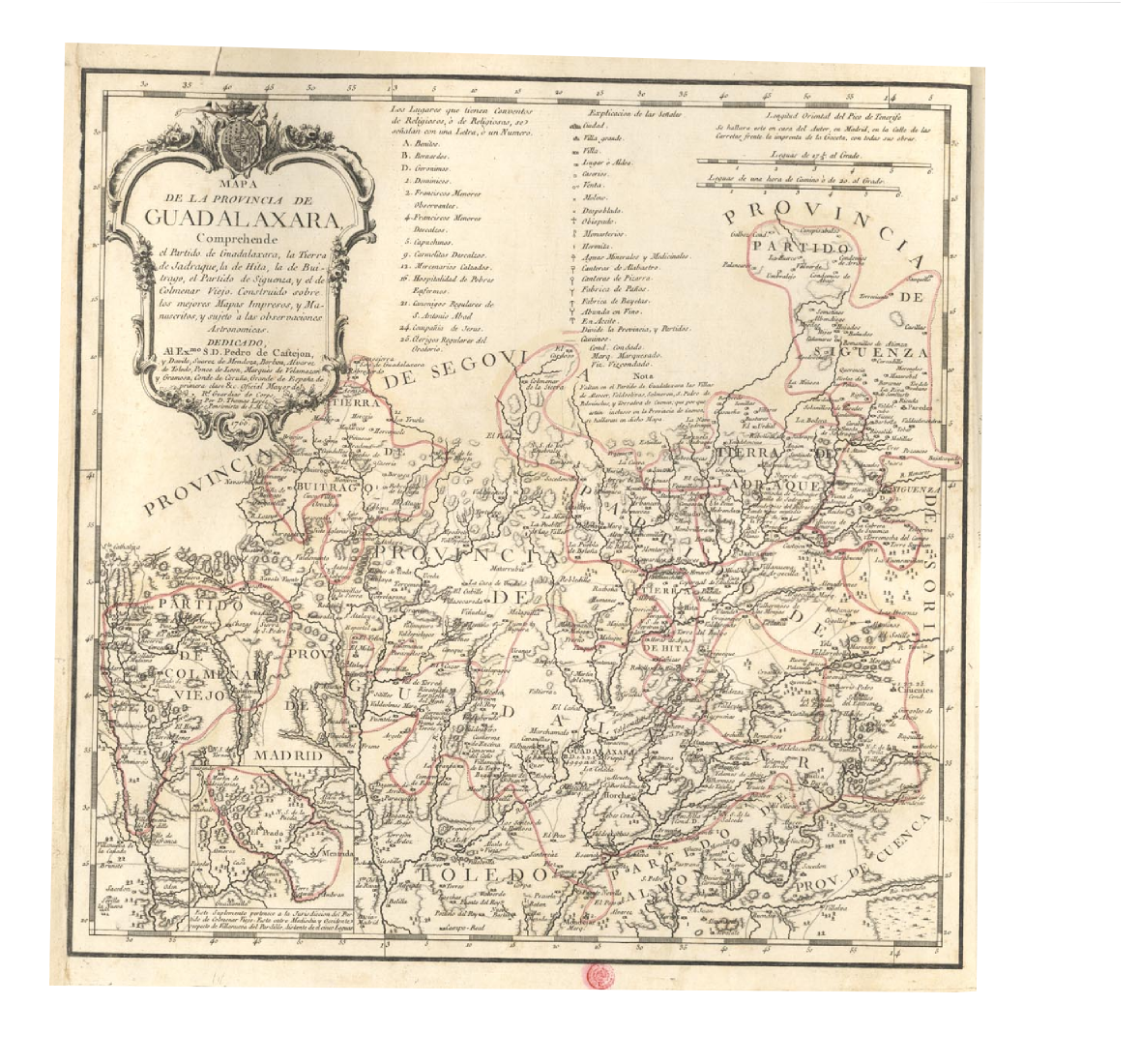
Mapa de la provincia de Guadalajara, realizado por Tomás López en 1766

Los restos arqueológicos más antiguos encontrados en la provincia datan del periodo musteriense de la Edad de Piedra (cueva de los Casares). Posteriormente fue ocupada por visigodos (que fundaron Recópolis), musulmanes (de cuyo paso se conservan los castillos de Molina y Zorita) y finalmente fue reconquistada por cristianos. Guadalajara alcanzó su máximo esplendor con los Mendoza, en el siglo XIV. A finales del siglo XVIII se convirtió en una de las dieciséis provincias de Castilla.
Censo de Floridablanca

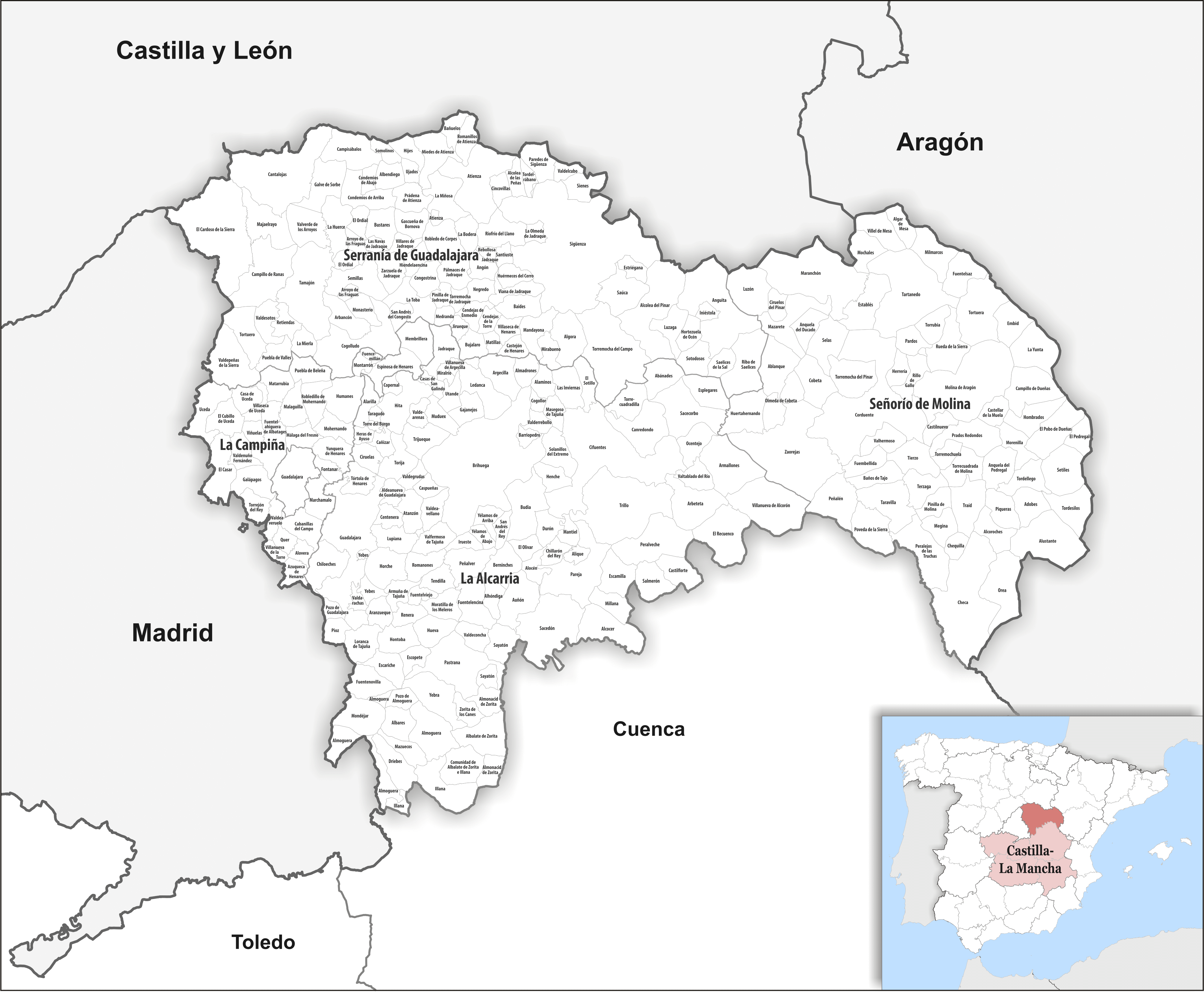
Municipios de la provincia de Guadalajara

En el censo de Floridablanca, documento censal elaborado en España bajo la dirección del conde del mismo nombre, ministro de Carlos III, entre 1785 y 1787 y es considerado como el primer censo español de población elaborado siguiendo técnicas estadísticas modernas, la Intendencia de Guadalajara queda formada por: partido de Guadalaxara; la Tierra de Jadraque con los sexmos de Bornoba y Henares, con dos villas eximidas; la Tierra de Hita; la Tierra de Buitrago con dos villas eximidas; el partido de Sigüenza, con la Tierra de Galve, Tierra de la Riba de Santiuste, Tierra de Miedes, y la Tierra de Paredes de Sigüenza; el partido de Colmenar Viejo, con el Condado de Manzanares.
Sus límites no coincidían con los actuales ya que en la actual provincia de Madrid le correspondían los partidos de Colmenar Viejo y Buitrago del Lozoya, así como el señorío del Real de Manzanares.
Reorganizaciones territoriales de los siglos XVIII y XIX
En el periodo de reformas ilustradas 1799-1805 la provincia de Guadalajara cedió a la de Madrid los enclaves de Colmenar Viejo, San Martín de Valdeiglesias y Galapagar. También durante este periodo de reformas territoriales, en 1801, el señorío de Molina pasaría de Cuenca a Guadalajara.
| Partidos judiciales | Pueblos | Vecinos | Almas   |
| ------------------- | ------- | ------- | ------- |
| Cifuentes           | 52      | 4098    | 14 870  |
| Brihuega            | 51      | 5666    | 20 255  |
| Guadalajara         | 34      | 5437    | 19 414  |
| Miedes              | 66      | 3393    | 11 793  |
| Molina              | 98      | 6889    | 25561   |
| Pastrana            | 30      | 5908    | 20 948  |
| Sacedón             | 25      | 4241    | 14 909  |
| Sigüenza            | 69      | 4531    | 17 196  |
| Tamajón             | 59      | 3999    | 14 009  |
| Total               | 397     | 44 142  | 159 044 |

De cara a la división de 1822, vigente brevemente durante el trienio liberal, se llegó a discutir la capitalidad provincial; se valoraron las posibilidades de la ubicación de esta en la finalmente elegida ciudad de Guadalajara —la más poblada, pero en una situación periférica muy próxima a Madrid—, en otras localidades como Brihuega y Cifuentes —más céntricas—; y, también, en Sigüenza.
Al constituirse las modernas provincias en 1833 en la nueva organización territorial de Javier de Burgos, Guadalajara quedó configurada ya esencialmente con sus límites actuales y fue dividida en nueve partidos judiciales, en los que se integraron 397 municipios constitucionales. Fue adscrita a la región de Castilla la Nueva.

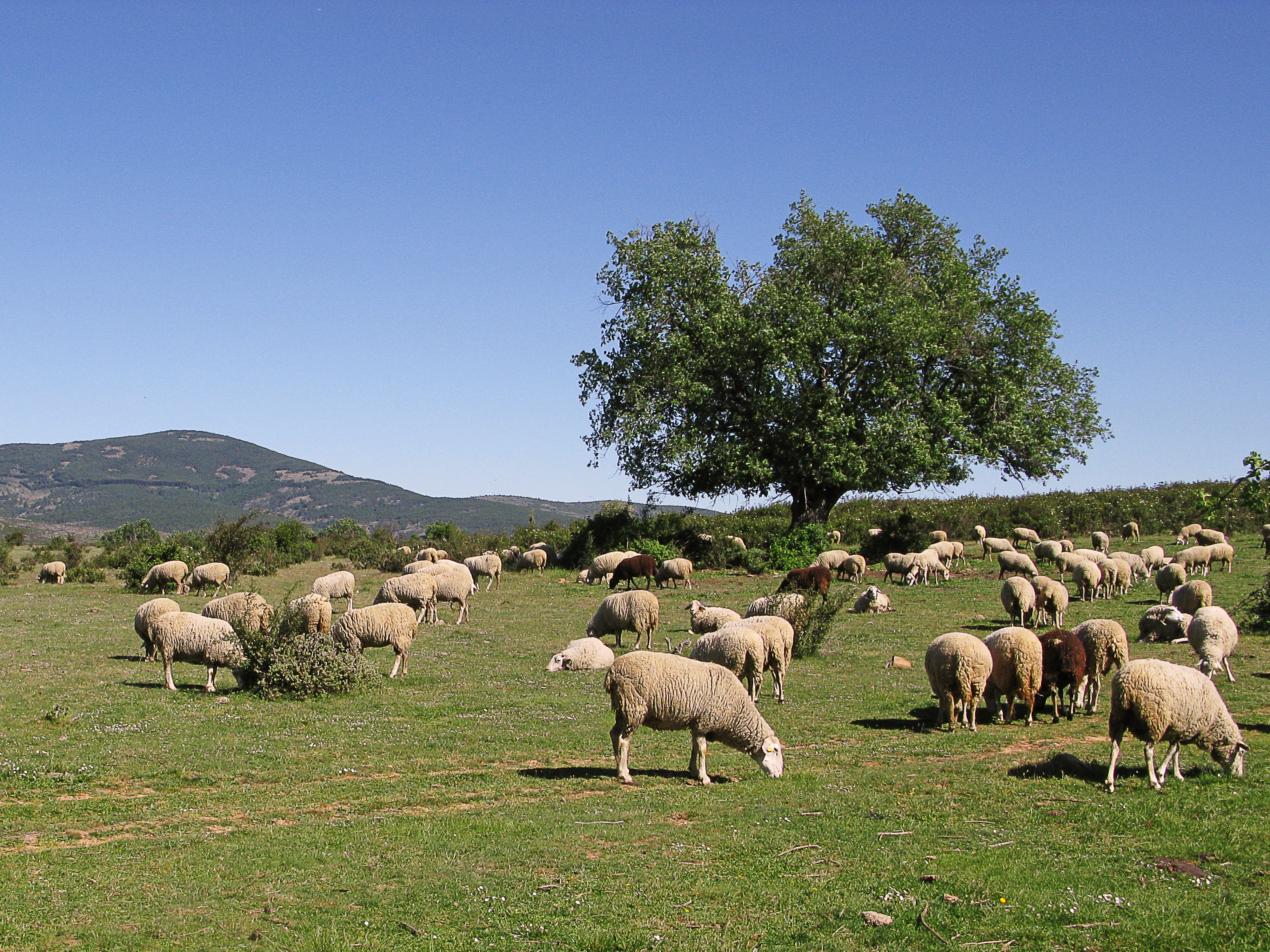
Ovejas en la Serranía

El único cambio en los límites de la provincia de Guadalajara posterior a la división territorial de 1833 afectaría al pequeño municipio de Valdeavero, de 19 km², que pasó a pertenecer a la provincia de Madrid en 1850.
La Ley de Demarcación y Planta Judicial de 28 de diciembre de 1988 reestructuró la estructura de partidos judiciales en España y redujo a tres los existentes en la provincia de Guadajalara.

### Entidades de ámbito territorial inferior al municipio

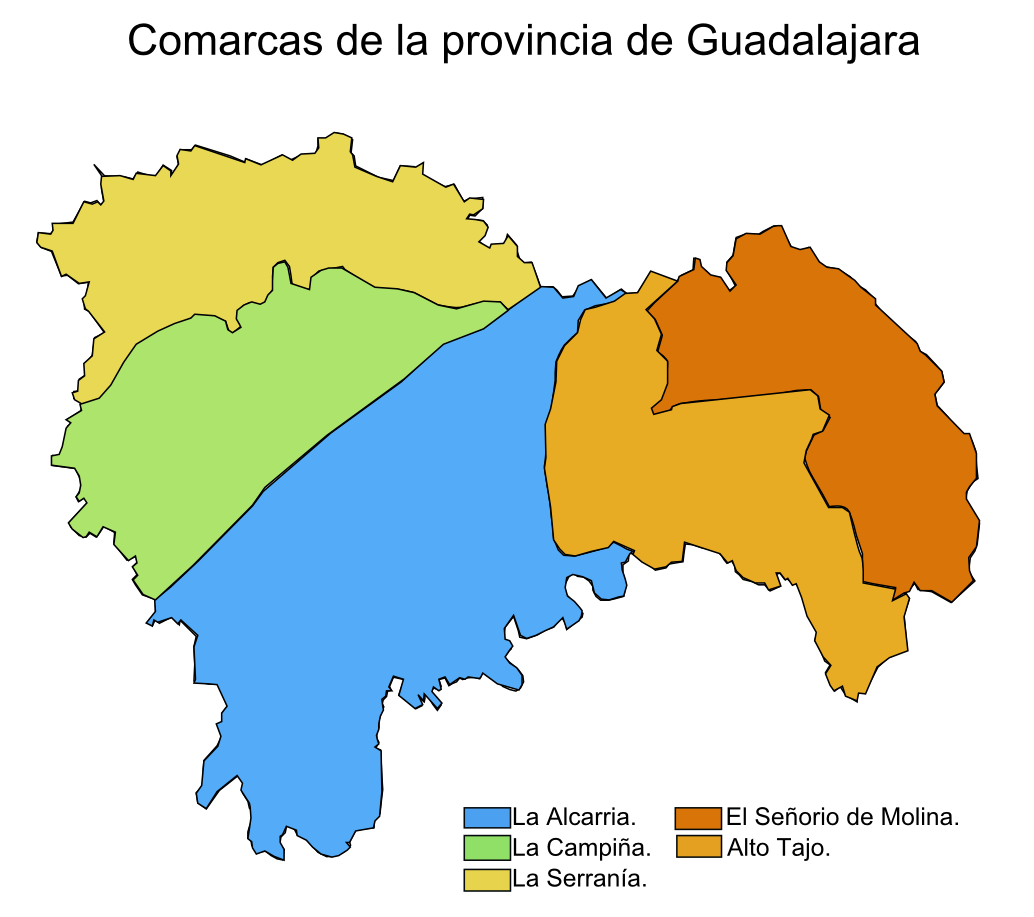
Comarcas de la provincia

## Organización territorial

### Comarcas
- La Alcarria
- La Campiña
- Serranía de Guadalajara
- Señorío de Molina-Alto Tajo

## Administración y política

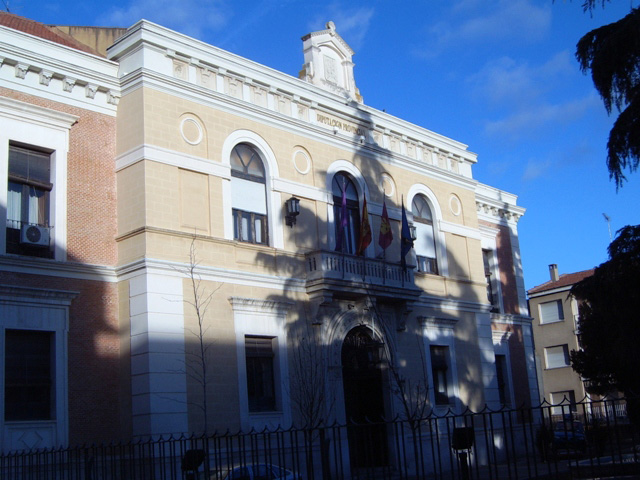
Palacio de la Diputación de Guadalajara, sede del Gobierno provincial

Representantes en Cortes Generales y Regionales

## Patrimonio histórico-artístico
- Castillo de Sigüenza
- Castillo de Molina de Aragón
- Castillo de Torija
- Castillo de Atienza
- Castillo de Jadraque
- Castillo de Riba de Santiuste
- Castillo de Zafra
- Castillo y Murallas de Palazuelos
- Castillo de Pioz
- Castillo de Galve de Sorbe
- Palacio del Infantado, en Guadalajara.
- Palacio de Antonio de Mendoza, en Guadalajara.
- Palacio Ducal de Pastrana
- Palacio Ducal de Cogolludo
- Catedral de Sigüenza
- Concatedral de Guadalajara
- Cueva de los Casares en La Riba de Saelices
- Yacimiento de Recópolis
- Monasterio de Monsalud
- Monasterio de Bonaval
- Monasterio de Lupiana

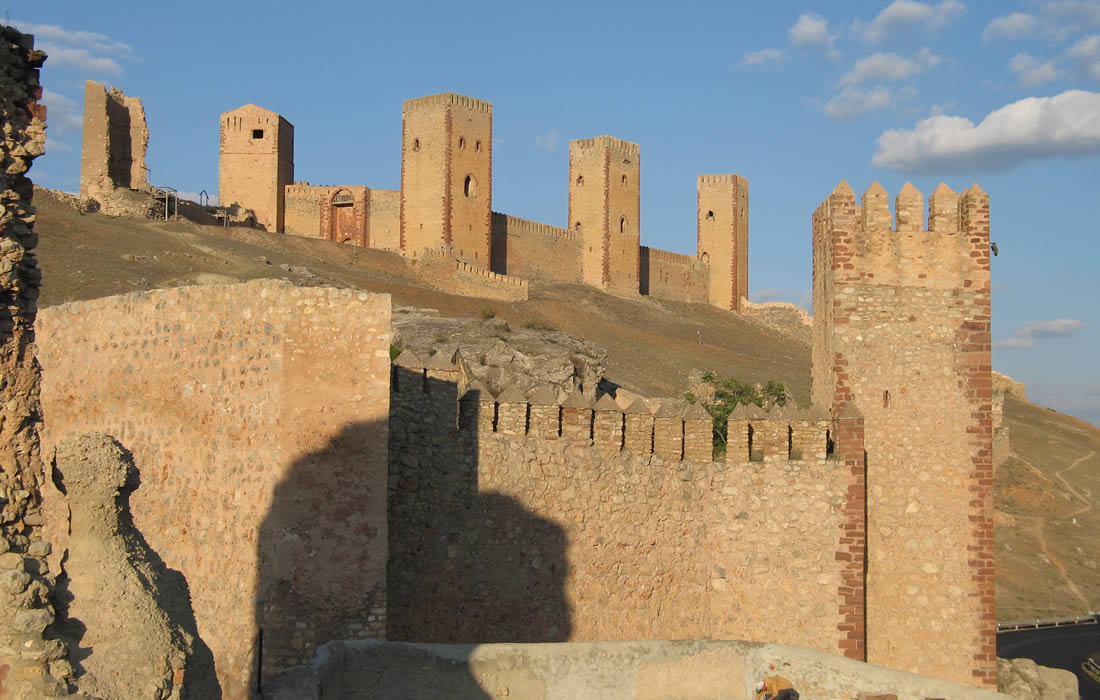
Molina de Aragón y su castillo
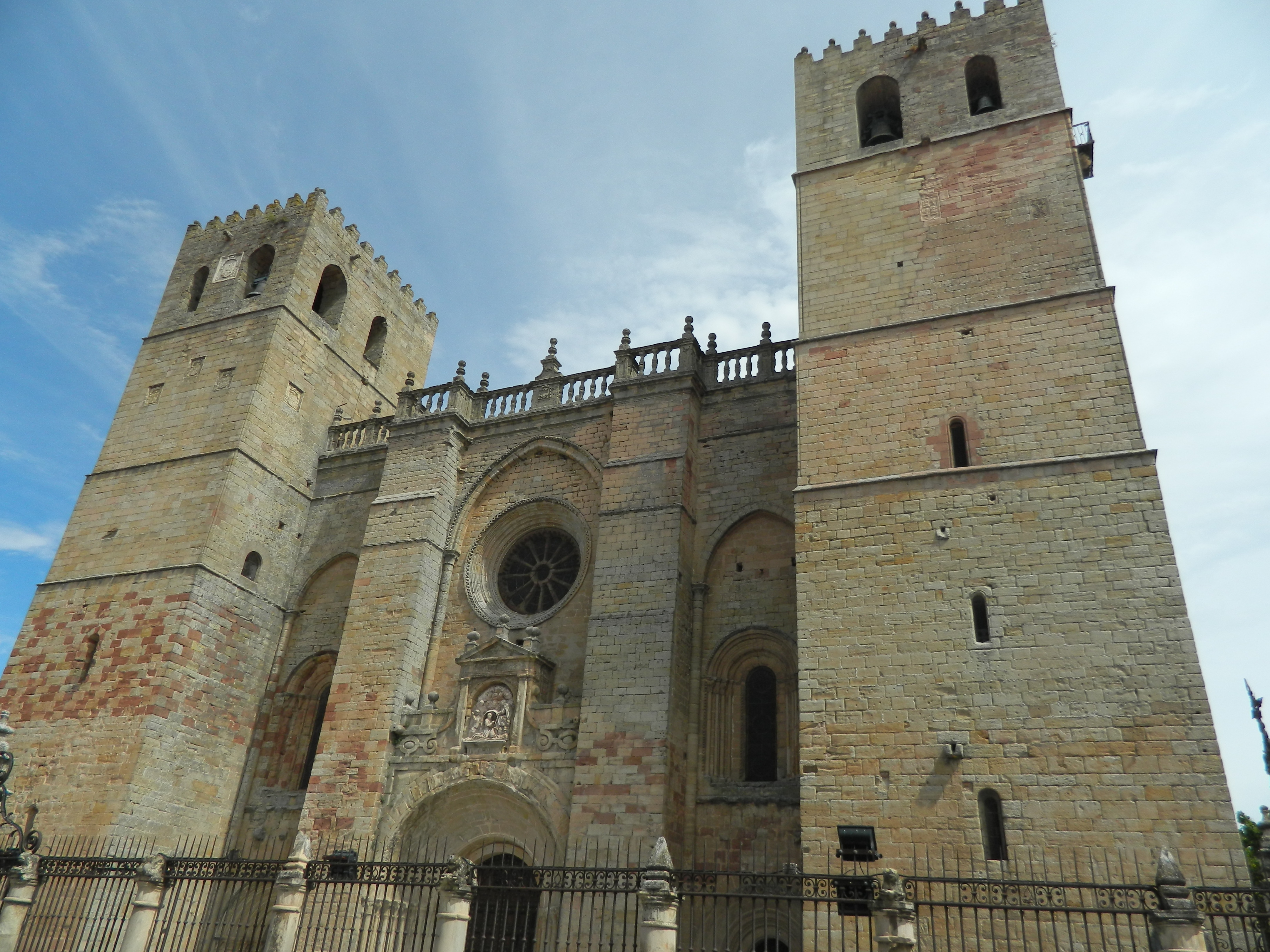
Catedral de Sigüenza
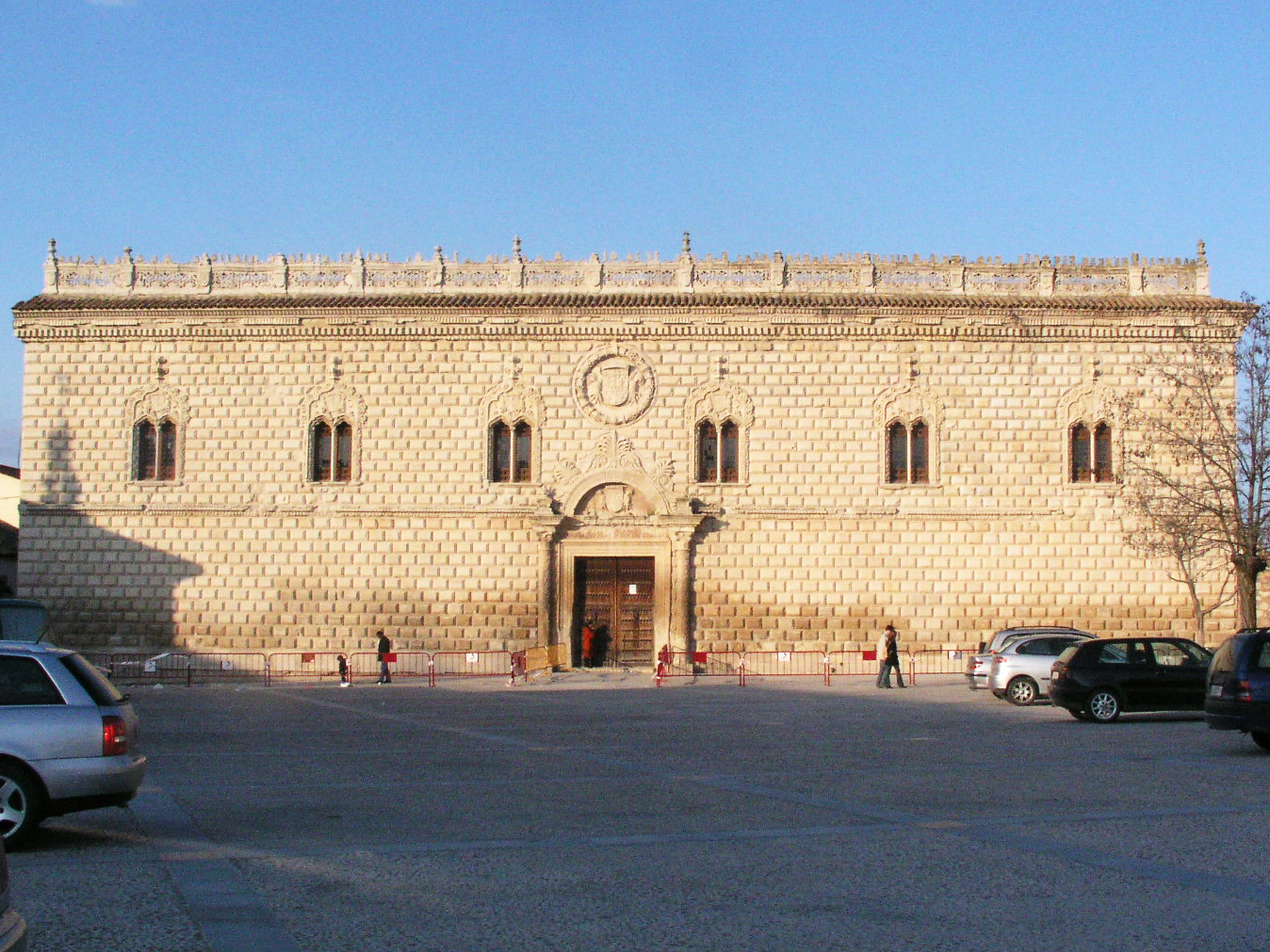
Palacio Ducal de Cogolludo
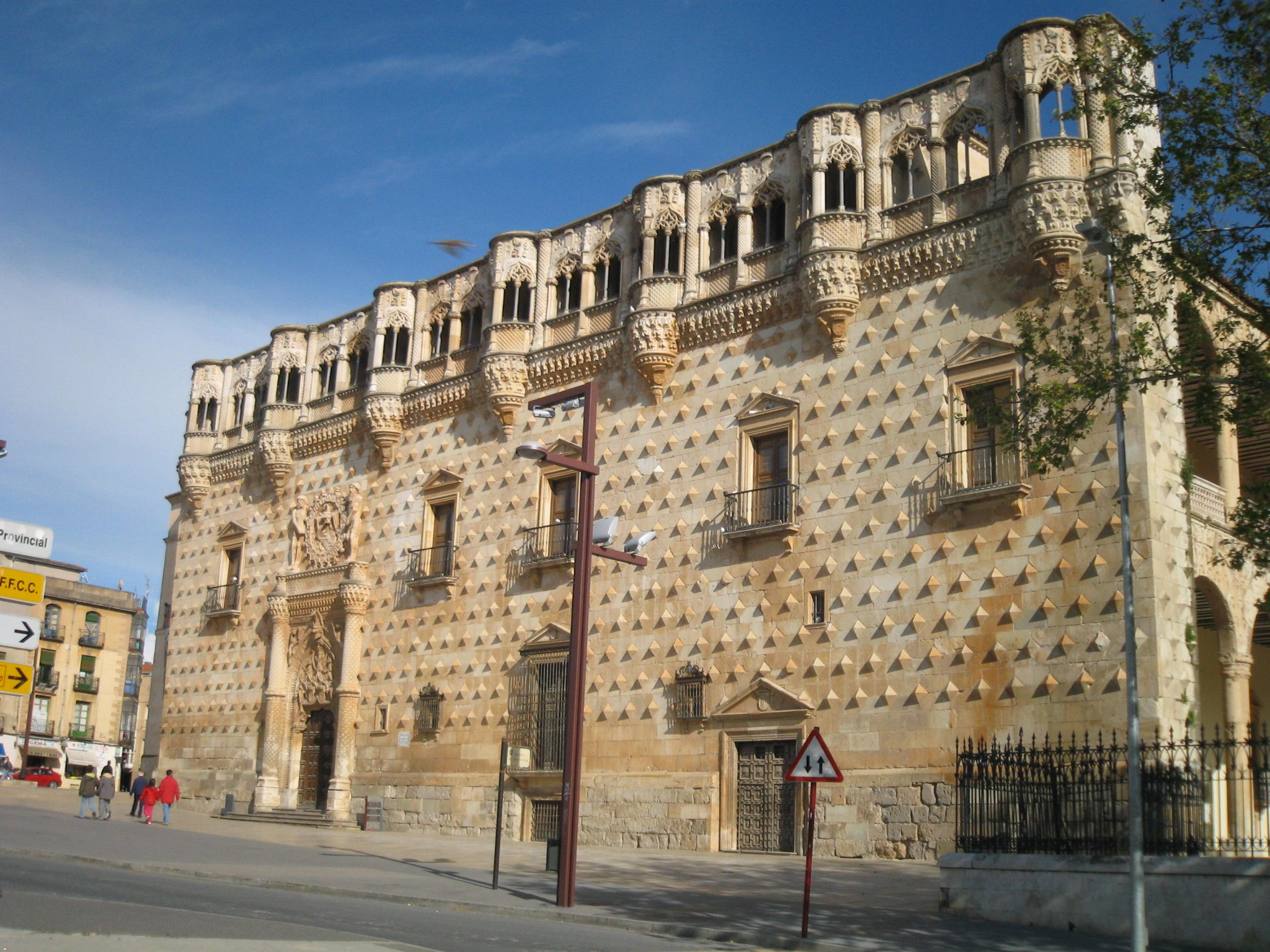
Palacio del Infantado de Guadalajara

## Demografía

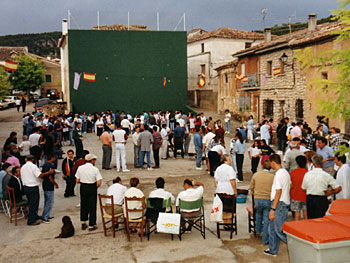
Fiestas en Huetos

La mayor parte de la población se concentra en la capital, Guadalajara, y su entorno más cercano, el cual se ve influenciado por el área metropolitana de Madrid. Sin embargo, las zonas de la Serranía de Guadalajara o el Señorío de Molina-Alto Tajo tienen una densidad de población muy baja. De hecho, 225 municipios (INE 2023) de los 288 de la provincia, un 78,1 %, tienen menos de 200 habitantes, habiendo solo diez que superen los 5000 habitantes.
En cuanto al crecimiento de la población por municipio, se observa una pérdida continua desde las zonas menos densamente pobladas en favor de la capital y la zona más cercana a Madrid, agravando aún más la situación de despoblación que sufren estas comarcas.
La provincia de Guadalajara es la 19.ª de España —de un total de cincuenta— en porcentaje de población concentrada en su capital (32,39 %, frente al 31,96 % del conjunto de España).
| Gráfica de evolución demográfica de la provincia de Guadalajara entre 1842 y 2019 |
| |
| Población de derecho (1842-1897, excepto 1857 y 1860 que es población de hecho) según los censos de población del siglo XIX. Población de derecho (1900-1991) o población residente (2001 y 2011) según los censos de población del INE. Población según el padrón municipal de 2019 del INE. |

| Gráfica de evolución de la población urbana de la provincia entre 1787 y 2018                         |
| |
| Porcentaje sobre el total de la población urbana (municipios de más de 10 000 habitantes), 1787-2018. |

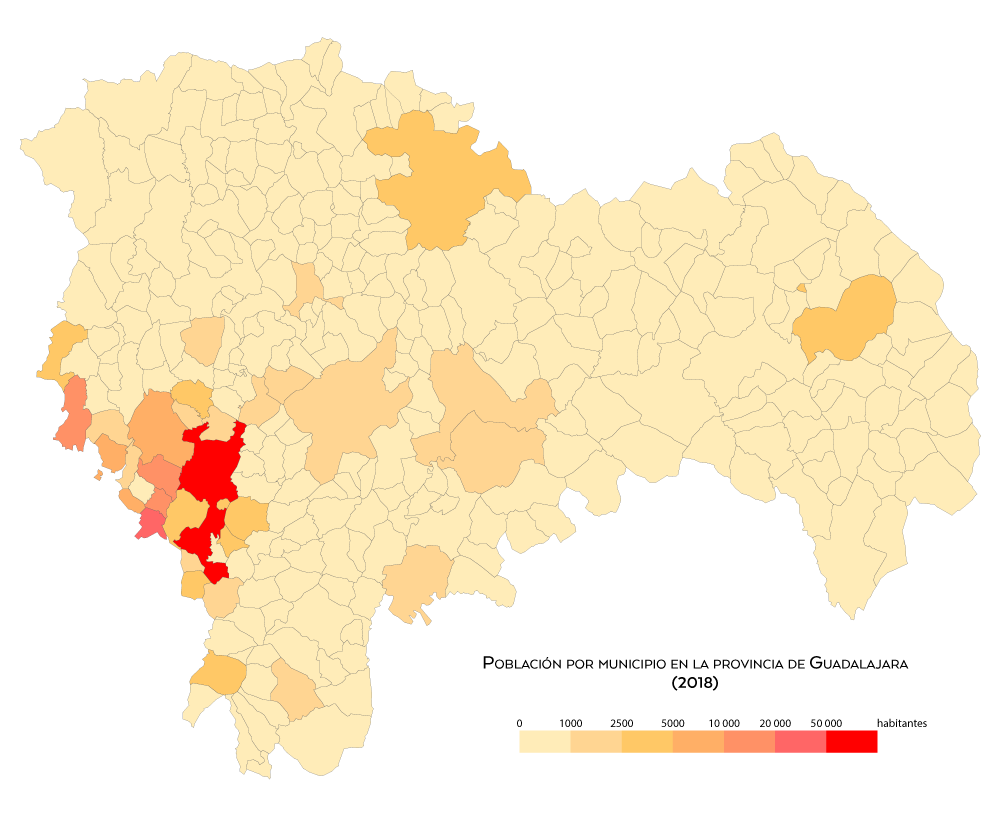
Población por municipio en 2018
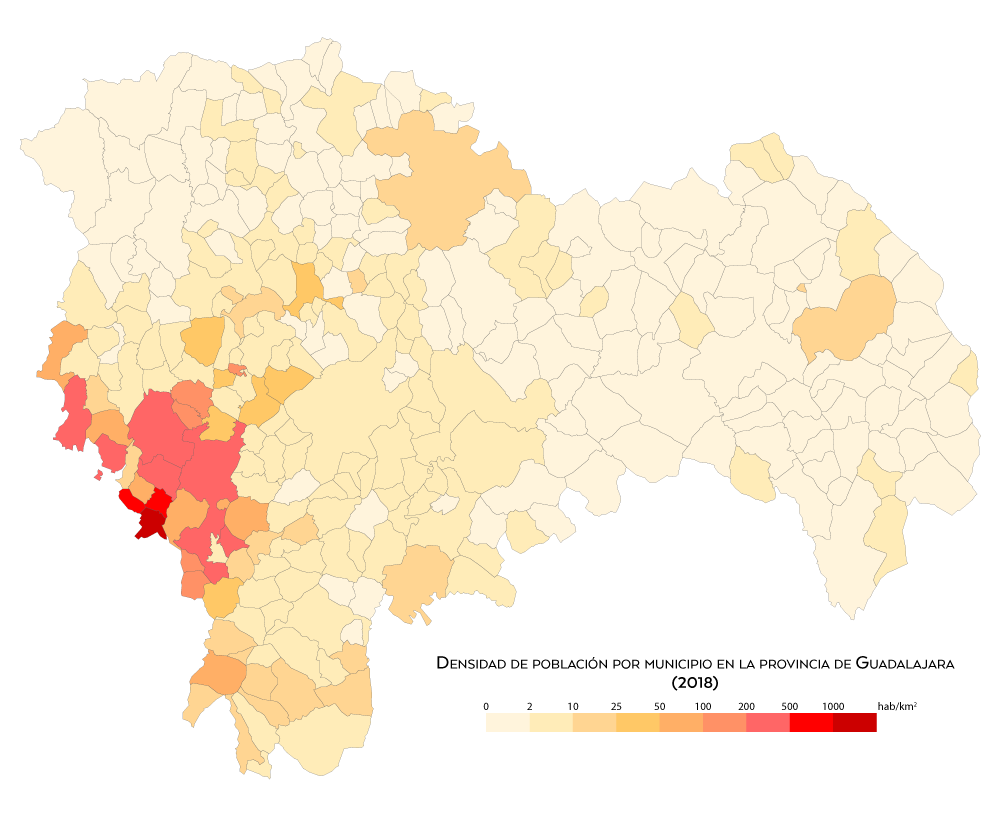
Densidad de población por municipio en 2018
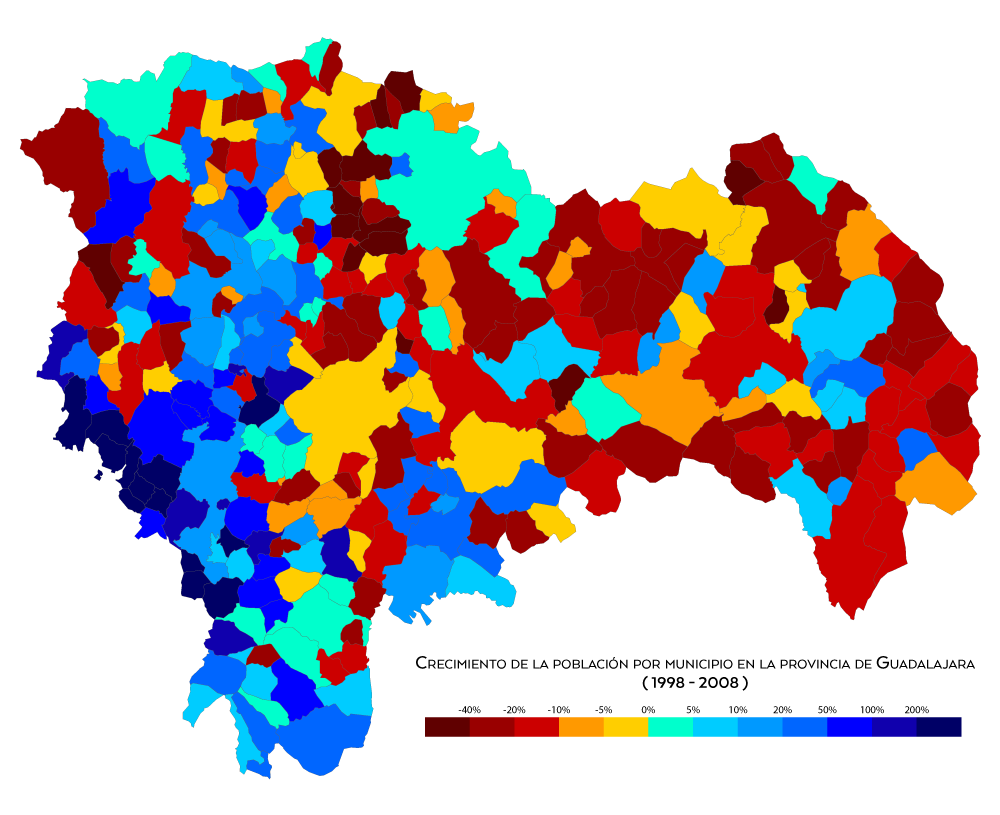
Crecimiento de la población por municipio entre 1998 y 2008
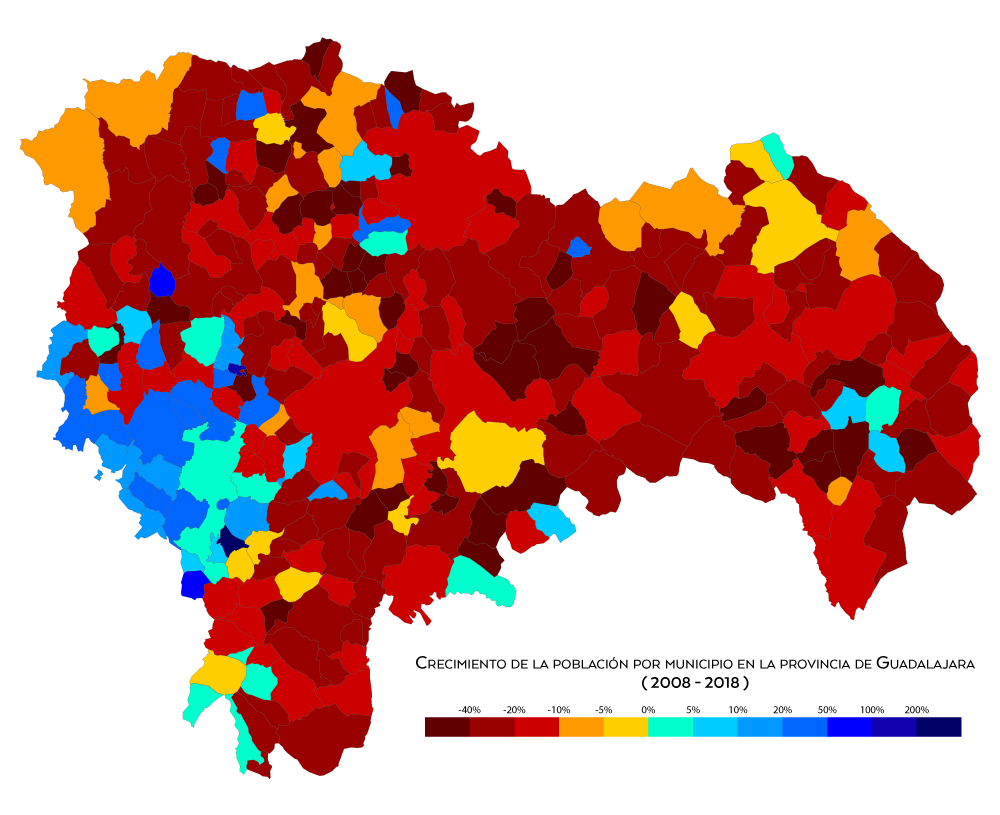
Crecimiento de la población por municipio entre 2008 y 2018

## Comunicaciones
Dada su privilegiada localización en el centro de la península ibérica y el marcado carácter radial de la red viaria española, la provincia de Guadalajara dispone de una amplia y completa red de accesos a su territorio y de vías de comunicación interiores, a través de cualquier medio de transporte.

### Por aire
Por vía aérea, a Guadalajara se puede acceder a través del aeropuerto de Madrid-Barajas (Madrid), situado a 45 kilómetros de la capital de la provincia.

### Por carretera

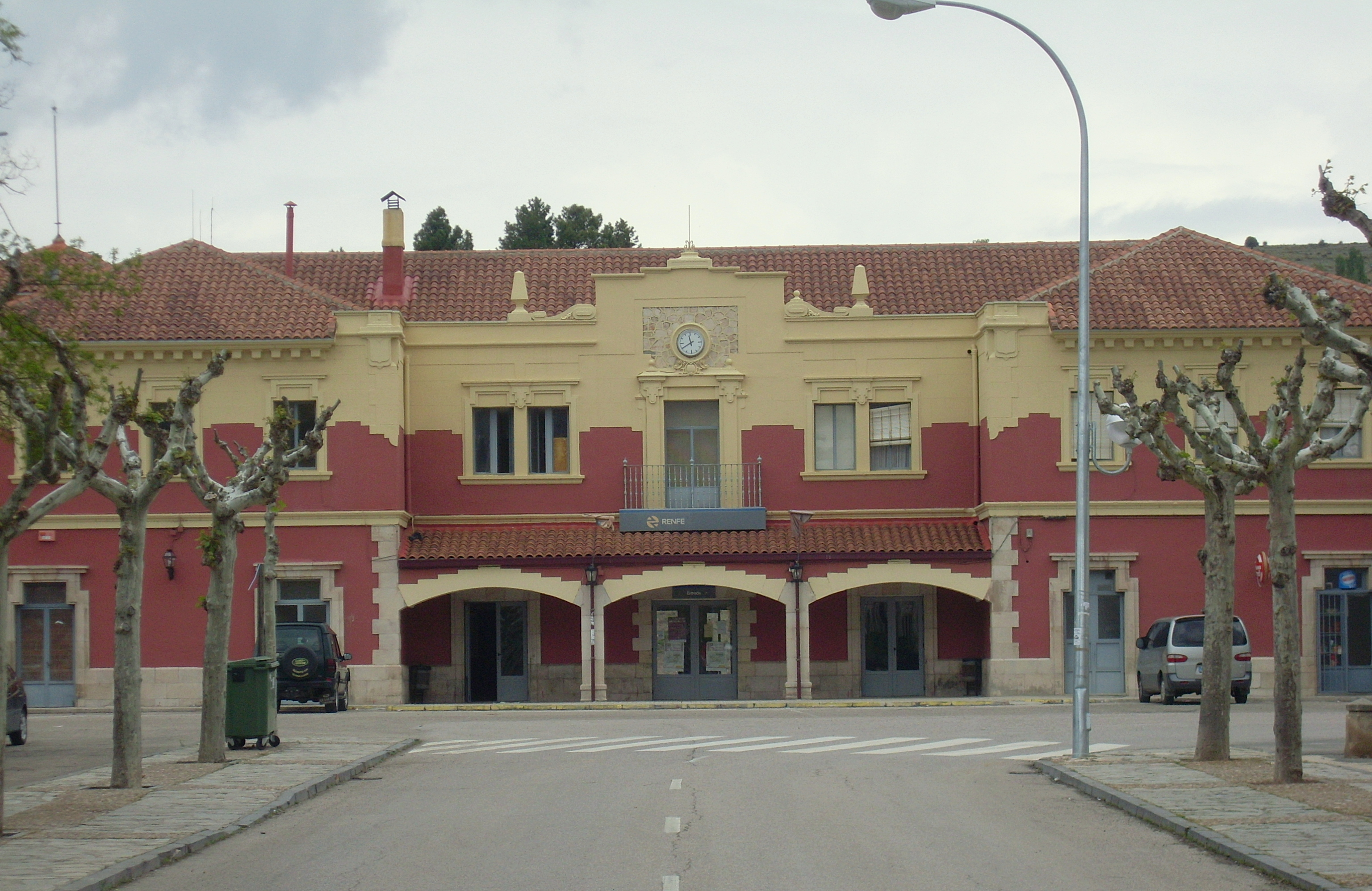
Estación de Sigüenza

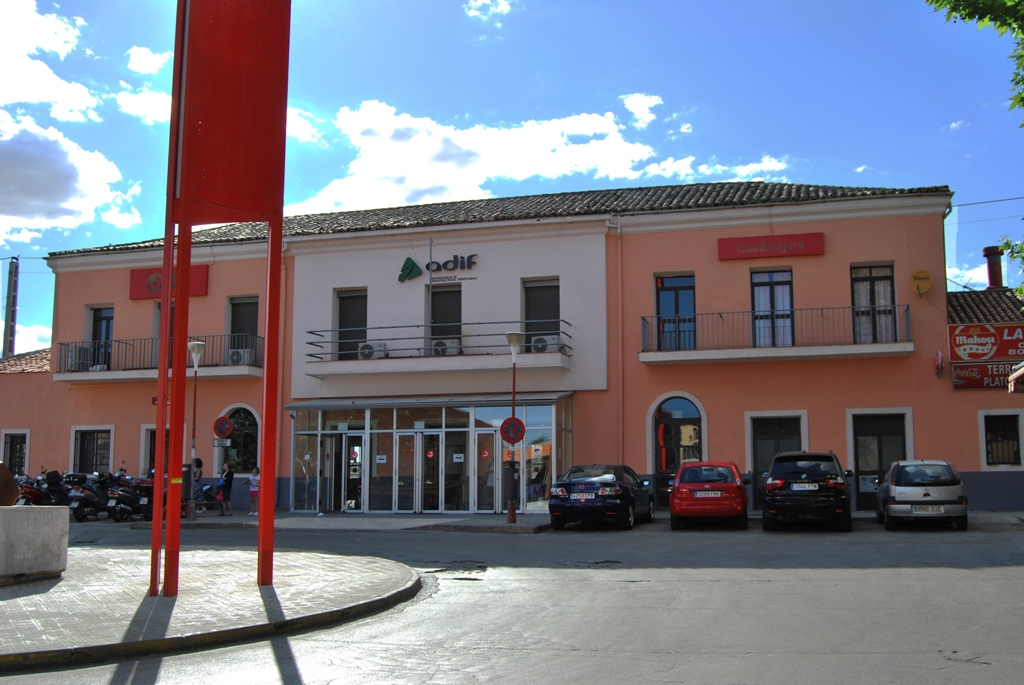
Estación de Guadalajara (Cercanías, Media Distancia)

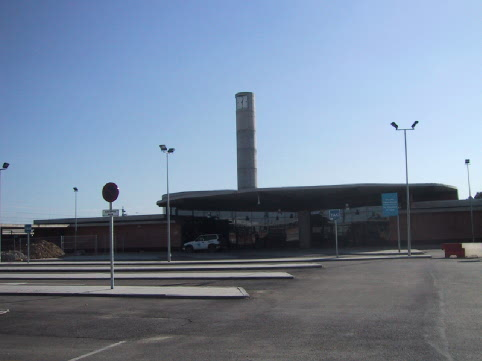
Estación de Guadalajara-Yebes (Alta Velocidad)

La principal vía de acceso a Guadalajara es la autovía del Nordeste (A-2, E-90), que enlaza la capital de España con Zaragoza, Barcelona y Francia, a través de La Junquera (Gerona). Esta autovía recorre la provincia de oeste a este, penetrando en la provincia de Guadalajara procedente de la Comunidad de Madrid a través del municipio de Azuqueca de Henares (km. 43) y saliendo de ella para entrar en la de Soria a través del municipio de Alcolea del Pinar (km. 133).
Por el norte, a través de carretera, se puede acceder a la provincia principalmente por la CM-101 (más conocida como «carretera de Soria») y la C-114, que enlaza Aranda de Duero (Burgos) con Alcolea del Pinar, ingresando en Guadalajara a través de la provincia de Segovia (Santibáñez de Ayllón).
Por el sur, el principal acceso por carretera a la provincia de Guadalajara es a través de la N-320 que, procedente de Cuenca, ingresa en Guadalajara a través del municipio de Alcocer. Esta misma carretera, tras recorrer municipios de las comarcas de la Alcarria y la Campiña, pasando por la capital de la provincia, ingresa en la Comunidad de Madrid a través del municipio de El Casar, enlazando posteriormente en Valdepiélagos con la C-100 y en Lozoyuela con la Autovía del Norte. Igualmente, por el Sur se puede acceder a la provincia de Guadalajara desde la de Cuenca a través de carreteras comarcales por los municipios de Illana, Poveda de la Sierra y Peralejos de las Truchas.
Por el este, la principal vía de acceso por carretera a Guadalajara es a través de la N-211 que enlaza Teruel con Alcolea del Pinar, pasando por Molina de Aragón.

### Por ferrocarril
La línea de ferrocarril Madrid-Barcelona recorre la provincia de Guadalajara en dirección SO-NE, con estaciones en los siguientes municipios de la provincia: Azuqueca de Henares, Guadalajara, Fontanar, Yunquera de Henares, Humanes, Espinosa de Henares, Carrascosa de Henares (pedanía de Espinosa de Henares), Jadraque, Matillas, Baides, Sigüenza y Alcuneza (pedanía de Sigüenza).
La línea de alta velocidad Madrid-Zaragoza-Barcelona-frontera francesa atraviesa la provincia, con una estación en ella, la de Guadalajara-Yebes.

## Medios de comunicación
Entre la prensa escrita de la provincia se publican Nueva Alcarria, La Crónica de Guadalajara, Guadaqué, GuadaNews, Henares al día y Guadalajara Diario. En el terreno de la televisión, se emiten Guadalajara Media y Guada TV.